# 2017–2018-as EHF-bajnokok ligája (csoportkör)
Ez a cikk ismerteti a 2017–2018-as EHF-bajnokok ligája csoportkörének az eredményeit.

## Formátum
A csoportkörbe jutott 28 csapatot négy csoportba sorolták. Az A és B csoportba nyolc-nyolc csapat került, a C és D csoportba pedig hat-hat csapat. Az A és B csoportba sorolták az erősebb csapatokat, a C és D-be pedig a gyengébbeket. Az A és B csoportból a csoportgyőztes egyből a negyeddöntőbe jut, a 2-6. helyezettek pedig a nyolcaddöntőbe. A C és D csoport 12 csapatából összesen kettő juthat a nyolcaddöntőbe úgy, hogy a C csoport első két helyezettje a D csoport első két helyezettjével egy oda-vissza vágóban eldöntik ennek sorsát.
Azonos pontszám esetén az alábbiak szerint döntik el a sorrendet:
1. Egymás elleni mérkőzéseken szerzett több pont,
2. Egymás elleni mérkőzések alapján számolt gólkülönbség,
3. Egymás elleni mérkőzéseken lőtt több gól,
4. A csoport összes meccse alapján számolt gólkülönbség,
5. A csoportban lőtt gólok száma,
6. Sorsolás.

## Kiemelés
A csoportkör sorsolását 2017. június 30-án tartották Ljubljanában. A 28 csapatot négy csoportba sorolták: két nyolccsapatos (A, B), és két hatcsapatos (C, D) csoportba, azzal a megkötéssel, hogy azonos országbeli két csapat nem kerülhetett egy csoportba. Ez alól a német csapatok kivételek, mivel három csapatuk is az A és B csoportban szerepelhet.
| 1-es kalap                    | 2-es kalap                       | 3-as kalap                             | 4-es kalap          |
| ----------------------------- | -------------------------------- | -------------------------------------- | ------------------- |
| Telekom Veszprém KC Barcelona | Vardar Szkopje Vive Targi Kielce | Paris Saint-Germain Rhein-Neckar Löwen | Zagreb Aalborg      |
| 5-ös kalap                    | 6-os kalap                       | 7-es kalap                             | 8-as kalap          |
| Meskov Breszt Wisła Płock     | Pick Szeged RK Celje             | Flensburg-Handewitt IFK Kristianstad   | HBC Nantes THW Kiel |

| 1-es kalap                     | 2-es kalap                                | 3-as kalap                                 |
| ------------------------------ | ----------------------------------------- | ------------------------------------------ |
| Ademar León Metalurg Szkopje   | Motor Zaporizzsja Skjern Håndbold         | Gorenje Velenje Montpellier                |
| 4-es kalap                     | 5-ös kalap                                | 6-os kalap                                 |
| Kadetten Schaffhausen Beşiktaş | CS Dinamo București Csehovszkije Medvegyi | Elverum Håndball Selejtezőcsoport győztese |

## Csoportkör

### A csoport
| #  | Csapat             | M  | Gy | D | V  | G+  | G–  | Gk  | P  |
| -- | ------------------ | -- | -- | - | -- | --- | --- | --- | -- |
| 1. | Vardar Szkopje     | 14 | 9  | 3 | 2  | 390 | 341 | +49 | 21 |
| 2. | FC Barcelona       | 14 | 9  | 2 | 3  | 408 | 377 | +31 | 20 |
| 3. | HBC Nantes         | 14 | 9  | 2 | 3  | 402 | 382 | +20 | 20 |
| 4. | Rhein-Neckar Löwen | 14 | 6  | 5 | 3  | 416 | 391 | +25 | 17 |
| 5. | Pick Szeged        | 14 | 6  | 1 | 7  | 421 | 411 | +10 | 13 |
| 6. | IFK Kristianstad   | 14 | 3  | 2 | 9  | 355 | 415 | –60 | 8  |
| 7. | Wisła Płock        | 14 | 2  | 3 | 9  | 380 | 408 | –28 | 7  |
| 8. | RK Zagreb          | 14 | 2  | 2 | 10 | 349 | 396 | –47 | 6  |

| 2017. szeptember 16. 16:30 | IFK Kristianstad | 28–28       | RK Zagreb    | Kristianstad Arena, Kristianstad Nézőszám: 4040 Játékvezetők: Zotin, Volodkov (RUS) |
| 2017. szeptember 16. 16:30 | Lagergren 8      | (14–16)     | Mandalinić 8 | Kristianstad Arena, Kristianstad Nézőszám: 4040 Játékvezetők: Zotin, Volodkov (RUS) |
| 2017. szeptember 16. 16:30 | 1× 2×            | Jegyzőkönyv | 3× 3×        | Kristianstad Arena, Kristianstad Nézőszám: 4040 Játékvezetők: Zotin, Volodkov (RUS) |

| 2017. szeptember 17. 19:00 | Wisła Płock | 22–26       | Vardar Szkopje | Orlen Arena, Płock Nézőszám: 4750 Játékvezetők: López, Ramírez (ESP) |
| 2017. szeptember 17. 19:00 | Daszek 6    | (9–13)      | Borozan 5      | Orlen Arena, Płock Nézőszám: 4750 Játékvezetők: López, Ramírez (ESP) |
| 2017. szeptember 17. 19:00 | 5× 2×       | Jegyzőkönyv | 5× 4×          | Orlen Arena, Płock Nézőszám: 4750 Játékvezetők: López, Ramírez (ESP) |

| 2017. szeptember 17. 19:30 | Rhein-Neckar Löwen | 31–31       | FC Barcelona | SAP Arena, Mannheim Nézőszám: 6059 Játékvezetők: Gjeding, Hansen (DEN) |
| 2017. szeptember 17. 19:30 | Schmid 12          | (12–18)     | Mem 7        | SAP Arena, Mannheim Nézőszám: 6059 Játékvezetők: Gjeding, Hansen (DEN) |
| 2017. szeptember 17. 19:30 | 6× 2×              | Jegyzőkönyv | 5× 2×        | SAP Arena, Mannheim Nézőszám: 6059 Játékvezetők: Gjeding, Hansen (DEN) |

| 2017. szeptember 17. 19:30 | HBC Nantes | 30–26       | Pick Szeged | Parc des expositions de la Beaujoire, Nantes Nézőszám: 4090 Játékvezetők: Nikolov, Nachevski (MKD) |
| 2017. szeptember 17. 19:30 | Klein 6    | (18–15)     | Balogh 5    | Parc des expositions de la Beaujoire, Nantes Nézőszám: 4090 Játékvezetők: Nikolov, Nachevski (MKD) |
| 2017. szeptember 17. 19:30 | 1× 2×      | Jegyzőkönyv | 3× 3×       | Parc des expositions de la Beaujoire, Nantes Nézőszám: 4090 Játékvezetők: Nikolov, Nachevski (MKD) |

| 2017. szeptember 20. 18:30 | Rhein-Neckar Löwen | 31–27       | Wisła Płock | Sportzentrum Harres, St. Leon-Rot Nézőszám: 1152 Játékvezetők: Elíasson, Pálsson (ISL) |
| 2017. szeptember 20. 18:30 | Banea, Tollbring 6 | (13–13)     | Daszek 6    | Sportzentrum Harres, St. Leon-Rot Nézőszám: 1152 Játékvezetők: Elíasson, Pálsson (ISL) |
| 2017. szeptember 20. 18:30 | 1× 3×              | Jegyzőkönyv | 3× 2×       | Sportzentrum Harres, St. Leon-Rot Nézőszám: 1152 Játékvezetők: Elíasson, Pálsson (ISL) |

| 2017. szeptember 23. 17:30 | Vardar Szkopje | 27–23       | HBC Nantes      | Jane Sandanski Arena, Szkopje Nézőszám: 5050 Játékvezetők: Brunovský, Čanda (SVK) |
| 2017. szeptember 23. 17:30 | Ferreira 6     | (14–10)     | három játékos 4 | Jane Sandanski Arena, Szkopje Nézőszám: 5050 Játékvezetők: Brunovský, Čanda (SVK) |
| 2017. szeptember 23. 17:30 | 2×             | Jegyzőkönyv | 1× 3×           | Jane Sandanski Arena, Szkopje Nézőszám: 5050 Játékvezetők: Brunovský, Čanda (SVK) |

| 2017. szeptember 23. 18:00 | FC Barcelona | 31–29       | IFK Kristianstad | Palau Blaugrana, Barcelona Nézőszám: 2200 Játékvezetők: Gousko, Repkin (BLR) |
| 2017. szeptember 23. 18:00 | Rivera 9     | (15–12)     | Sørensen 6       | Palau Blaugrana, Barcelona Nézőszám: 2200 Játékvezetők: Gousko, Repkin (BLR) |
| 2017. szeptember 23. 18:00 | 3× 3×        | Jegyzőkönyv | 8× 3×            | Palau Blaugrana, Barcelona Nézőszám: 2200 Játékvezetők: Gousko, Repkin (BLR) |

| 2017. szeptember 23. 20:00 | RK Zagreb           | 23–28       | Pick Szeged | Arena Zagreb, Zágráb Nézőszám: 7237 Játékvezetők: Erdoğan, Özdeniz (TUR) |
| 2017. szeptember 23. 20:00 | Mrakovčić, Vuglač 5 | (12–17)     | Balogh 8    | Arena Zagreb, Zágráb Nézőszám: 7237 Játékvezetők: Erdoğan, Özdeniz (TUR) |
| 2017. szeptember 23. 20:00 | 4× 4×               | Jegyzőkönyv | 6× 2×       | Arena Zagreb, Zágráb Nézőszám: 7237 Játékvezetők: Erdoğan, Özdeniz (TUR) |

| 2017. szeptember 27. 18:30 | HBC Nantes         | 26–26       | Rhein-Neckar Löwen | Parc des expositions de la Beaujoire, Nantes Nézőszám: 4010 Játékvezetők: Santos, Fonseca (POR) |
| 2017. szeptember 27. 18:30 | Lazarov, Lagarde 6 | (15–16)     | Schmid 8           | Parc des expositions de la Beaujoire, Nantes Nézőszám: 4010 Játékvezetők: Santos, Fonseca (POR) |
| 2017. szeptember 27. 18:30 | 2× 2×              | Jegyzőkönyv | 1× 1×              | Parc des expositions de la Beaujoire, Nantes Nézőszám: 4010 Játékvezetők: Santos, Fonseca (POR) |

| 2017. október 1. 17:00 | Vardar Szkopje     | 28–21       | RK Zagreb    | Jane Sandanski Arena, Szkopje Nézőszám: 4500 Játékvezetők: Sondors, Līcis (LAT) |
| 2017. október 1. 17:00 | Maqueda, Borozan 4 | (13–10)     | Mandalinić 9 | Jane Sandanski Arena, Szkopje Nézőszám: 4500 Játékvezetők: Sondors, Līcis (LAT) |
| 2017. október 1. 17:00 | 3× 2×              | Jegyzőkönyv | 6× 2×        | Jane Sandanski Arena, Szkopje Nézőszám: 4500 Játékvezetők: Sondors, Līcis (LAT) |

| 2017. október 1. 17:00 | Pick Szeged | 36–27       | IFK Kristianstad | Városi Sportcsarnok, Szeged Nézőszám: 3200 Játékvezetők: Vešović, Mitrović (MNE) |
| 2017. október 1. 17:00 | Bodó 7      | (20–11)     | Hallén 7         | Városi Sportcsarnok, Szeged Nézőszám: 3200 Játékvezetők: Vešović, Mitrović (MNE) |
| 2017. október 1. 17:00 | 3× 3×       | Jegyzőkönyv | 4× 2×            | Városi Sportcsarnok, Szeged Nézőszám: 3200 Játékvezetők: Vešović, Mitrović (MNE) |

| 2017. október 1. 19:00 | Wisła Płock       | 30–37       | FC Barcelona | Orlen Arena, Płock Nézőszám: 5467 Játékvezetők: Caçador, Nicolau (POR) |
| 2017. október 1. 19:00 | Duarte, Ghionea 4 | (13–21)     | Jallouz 6    | Orlen Arena, Płock Nézőszám: 5467 Játékvezetők: Caçador, Nicolau (POR) |
| 2017. október 1. 19:00 | 2× 3×             | Jegyzőkönyv | 2× 3×        | Orlen Arena, Płock Nézőszám: 5467 Játékvezetők: Caçador, Nicolau (POR) |

| 2017. október 7. 17:30 | IFK Kristianstad | 22–35       | Rhein-Neckar Löwen  | Kristianstad Arena, Kristianstad Nézőszám: 5017 Játékvezetők: Pichon, Reveret (FRA) |
| 2017. október 7. 17:30 | Guðmundsson 6    | (12–18)     | Schmid, Tollbring 7 | Kristianstad Arena, Kristianstad Nézőszám: 5017 Játékvezetők: Pichon, Reveret (FRA) |
| 2017. október 7. 17:30 | 2× 2×            | Jegyzőkönyv | 4× 2×               | Kristianstad Arena, Kristianstad Nézőszám: 5017 Játékvezetők: Pichon, Reveret (FRA) |

| 2017. október 7. 17:30 | Pick Szeged | 26–26       | Vardar Szkopje | Városi Sportcsarnok, Szeged Nézőszám: 3200 Játékvezetők: Gousko, Repkin (BLR) |
| 2017. október 7. 17:30 | Buntić 5    | (14–13)     | Borozan 8      | Városi Sportcsarnok, Szeged Nézőszám: 3200 Játékvezetők: Gousko, Repkin (BLR) |
| 2017. október 7. 17:30 | 4× 2×       | Jegyzőkönyv | 2× 4×          | Városi Sportcsarnok, Szeged Nézőszám: 3200 Játékvezetők: Gousko, Repkin (BLR) |

| 2017. október 7. 20:00 | FC Barcelona   | 31–25       | HBC Nantes          | Palau Blaugrana, Barcelona Nézőszám: 2891 Játékvezetők: Geipel, Helbig (GER) |
| 2017. október 7. 20:00 | Mem, Syprzak 6 | (13–16)     | Faluvégi, Lagarde 5 | Palau Blaugrana, Barcelona Nézőszám: 2891 Játékvezetők: Geipel, Helbig (GER) |
| 2017. október 7. 20:00 | 2×             | Jegyzőkönyv | 2× 3×               | Palau Blaugrana, Barcelona Nézőszám: 2891 Játékvezetők: Geipel, Helbig (GER) |

| 2017. október 8. 17:00 | RK Zagreb     | 28–28       | Wisła Płock     | Arena Zagreb, Zágráb Nézőszám: 6000 Játékvezetők: Horáček, Novotný (CZE) |
| 2017. október 8. 17:00 | Mandalinić 10 | (18–16)     | Duarte, Mihić 5 | Arena Zagreb, Zágráb Nézőszám: 6000 Játékvezetők: Horáček, Novotný (CZE) |
| 2017. október 8. 17:00 | 3× 3×         | Jegyzőkönyv | 6× 3× 1×        | Arena Zagreb, Zágráb Nézőszám: 6000 Játékvezetők: Horáček, Novotný (CZE) |

| 2017. október 11. 18:00 | Wisła Płock | 27–33       | Pick Szeged | Orlen Arena, Płock Nézőszám: 3500 Játékvezetők: Pavićević, Ražnatović (MNE) |
| 2017. október 11. 18:00 | Daszek 7    | (12–15)     | Buntić 5    | Orlen Arena, Płock Nézőszám: 3500 Játékvezetők: Pavićević, Ražnatović (MNE) |
| 2017. október 11. 18:00 | 4× 3×       | Jegyzőkönyv | 5× 2×       | Orlen Arena, Płock Nézőszám: 3500 Játékvezetők: Pavićević, Ražnatović (MNE) |

| 2017. október 12. 21:00 | Rhein-Neckar Löwen | 31–24       | RK Zagreb  | SAP Arena, Mannheim Nézőszám: 2945 Játékvezetők: Caçador, Nicolau (POR) |
| 2017. október 12. 21:00 | Pekeler 8          | (15–11)     | Marković 7 | SAP Arena, Mannheim Nézőszám: 2945 Játékvezetők: Caçador, Nicolau (POR) |
| 2017. október 12. 21:00 | 3× 2×              | Jegyzőkönyv | 1× 3×      | SAP Arena, Mannheim Nézőszám: 2945 Játékvezetők: Caçador, Nicolau (POR) |

| 2017. október 14. 17:30 | Vardar Szkopje | 27–24       | FC Barcelona | Jane Sandanski Arena, Szkopje Nézőszám: 5500 Játékvezetők: Mažeika, Gatelis (LTU) |
| 2017. október 14. 17:30 | Borozan 6      | (16–12)     | Rivera 8     | Jane Sandanski Arena, Szkopje Nézőszám: 5500 Játékvezetők: Mažeika, Gatelis (LTU) |
| 2017. október 14. 17:30 | 3× 3×          | Jegyzőkönyv | 5× 3×        | Jane Sandanski Arena, Szkopje Nézőszám: 5500 Játékvezetők: Mažeika, Gatelis (LTU) |

| 2017. október 14. 17:30 | HBC Nantes | 34–25       | IFK Kristianstad | Parc des expositions de la Beaujoire, Nantes Nézőszám: 4124 Játékvezetők: Sigurjónsson, Pétursson (ISL) |
| 2017. október 14. 17:30 | Tournat 10 | (19–11)     | Sørensen 6       | Parc des expositions de la Beaujoire, Nantes Nézőszám: 4124 Játékvezetők: Sigurjónsson, Pétursson (ISL) |
| 2017. október 14. 17:30 | 4× 4×      | Jegyzőkönyv | 5× 3×            | Parc des expositions de la Beaujoire, Nantes Nézőszám: 4124 Játékvezetők: Sigurjónsson, Pétursson (ISL) |

| 2017. november 4. 18:00 | FC Barcelona      | 32–22       | RK Zagreb    | Palau Blaugrana, Barcelona Nézőszám: 3410 Játékvezetők: Pichon, Reveret (FRA) |
| 2017. november 4. 18:00 | Rivera, Syprzak 5 | (17–8)      | Mandalinić 5 | Palau Blaugrana, Barcelona Nézőszám: 3410 Játékvezetők: Pichon, Reveret (FRA) |
| 2017. november 4. 18:00 | 3× 2×             | Jegyzőkönyv | 3× 2×        | Palau Blaugrana, Barcelona Nézőszám: 3410 Játékvezetők: Pichon, Reveret (FRA) |

| 2017. november 4. 18:00 | IFK Kristianstad           | 23–26       | Vardar Szkopje  | Kristianstad Arena, Kristianstad Nézőszám: 4030 Játékvezetők: Santos, Fonseca (POR) |
| 2017. november 4. 18:00 | Henningsson, Guðmundsson 4 | (10–15)     | három játékos 7 | Kristianstad Arena, Kristianstad Nézőszám: 4030 Játékvezetők: Santos, Fonseca (POR) |
| 2017. november 4. 18:00 | 4× 2×                      | Jegyzőkönyv | 3× 1×           | Kristianstad Arena, Kristianstad Nézőszám: 4030 Játékvezetők: Santos, Fonseca (POR) |

| 2017. november 5. 17:15 | Pick Szeged        | 31–34       | Rhein-Neckar Löwen | Városi Sportcsarnok, Szeged Nézőszám: 3200 Játékvezetők: Horáček, Novotný (CZE) |
| 2017. november 5. 17:15 | Bodó, Zsitnyikov 5 | (14–19)     | Schmid 9           | Városi Sportcsarnok, Szeged Nézőszám: 3200 Játékvezetők: Horáček, Novotný (CZE) |
| 2017. november 5. 17:15 | 2× 3×              | Jegyzőkönyv | 3× 3×              | Városi Sportcsarnok, Szeged Nézőszám: 3200 Játékvezetők: Horáček, Novotný (CZE) |

| 2017. november 5. 19:00 | Wisła Płock   | 30–32       | HBC Nantes | Orlen Arena, Płock Nézőszám: 4100 Játékvezetők: Konjičanin, Konjičanin (BIH) |
| 2017. november 5. 19:00 | Ivić, Žabič 5 | (13–16)     | Balaguer 9 | Orlen Arena, Płock Nézőszám: 4100 Játékvezetők: Konjičanin, Konjičanin (BIH) |
| 2017. november 5. 19:00 | 3× 3×         | Jegyzőkönyv | 3× 2×      | Orlen Arena, Płock Nézőszám: 4100 Játékvezetők: Konjičanin, Konjičanin (BIH) |

| 2017. november 11. 16:00 | IFK Kristianstad | 25–24       | Wisła Płock | Kristianstad Arena, Kristianstad Nézőszám: 3859 Játékvezetők: Madsen, Mortensen (DEN) |
| 2017. november 11. 16:00 | Henningsson 5    | (15–10)     | Toledo 6    | Kristianstad Arena, Kristianstad Nézőszám: 3859 Játékvezetők: Madsen, Mortensen (DEN) |
| 2017. november 11. 16:00 | 3× 3×            | Jegyzőkönyv | 4× 3×       | Kristianstad Arena, Kristianstad Nézőszám: 3859 Játékvezetők: Madsen, Mortensen (DEN) |

| 2017. november 11. 17:30 | Pick Szeged | 30–33       | HBC Nantes           | Városi Sportcsarnok, Szeged Nézőszám: 3200 Játékvezetők: Pandžić, Mosorinski (SRB) |
| 2017. november 11. 17:30 | Balogh 6    | (15–17)     | Faluvégi, Gurbindo 6 | Városi Sportcsarnok, Szeged Nézőszám: 3200 Játékvezetők: Pandžić, Mosorinski (SRB) |
| 2017. november 11. 17:30 | 4×          | Jegyzőkönyv | 2× 4×                | Városi Sportcsarnok, Szeged Nézőszám: 3200 Játékvezetők: Pandžić, Mosorinski (SRB) |

| 2017. november 11. 20:00 | RK Zagreb    | 23–29       | Vardar Szkopje | Arena Zagreb, Zágráb Nézőszám: 9200 Játékvezetők: Elíasson, Pálsson (ISL) |
| 2017. november 11. 20:00 | Mandalinić 6 | (10–15)     | Čupić 7        | Arena Zagreb, Zágráb Nézőszám: 9200 Játékvezetők: Elíasson, Pálsson (ISL) |
| 2017. november 11. 20:00 | 3× 4×        | Jegyzőkönyv | 3×             | Arena Zagreb, Zágráb Nézőszám: 9200 Játékvezetők: Elíasson, Pálsson (ISL) |

| 2017. november 12. 19:00 | FC Barcelona | 26–26       | Rhein-Neckar Löwen | Palau Blaugrana, Barcelona Nézőszám: 5154 Játékvezetők: Jurinović, Mrvica (CRO) |
| 2017. november 12. 19:00 | Mem 8        | (13–13)     | Rnić 9             | Palau Blaugrana, Barcelona Nézőszám: 5154 Játékvezetők: Jurinović, Mrvica (CRO) |
| 2017. november 12. 19:00 | 1× 2×        | Jegyzőkönyv | 2× 2×              | Palau Blaugrana, Barcelona Nézőszám: 5154 Játékvezetők: Jurinović, Mrvica (CRO) |

| 2017. november 18. 17:30 | Vardar Szkopje | 30–26       | Rhein-Neckar Löwen | Jane Sandanski Arena, Szkopje Nézőszám: 5500 Játékvezetők: Dinu, Din (ROU) |
| 2017. november 18. 17:30 | Borozan 7      | (17–13)     | Banea, Schmid 5    | Jane Sandanski Arena, Szkopje Nézőszám: 5500 Játékvezetők: Dinu, Din (ROU) |
| 2017. november 18. 17:30 | 4× 3×          | Jegyzőkönyv | 4× 2×              | Jane Sandanski Arena, Szkopje Nézőszám: 5500 Játékvezetők: Dinu, Din (ROU) |

| 2017. november 19. 17:00 | Pick Szeged | 31–28       | FC Barcelona         | Városi Sportcsarnok, Szeged Nézőszám: 3200 Játékvezetők: Zotin, Volodkov (RUS) |
| 2017. november 19. 17:00 | Balogh 9    | (16–13)     | Timothey N’Guessan 7 | Városi Sportcsarnok, Szeged Nézőszám: 3200 Játékvezetők: Zotin, Volodkov (RUS) |
| 2017. november 19. 17:00 | 5× 3×       | Jegyzőkönyv | 2× 3×                | Városi Sportcsarnok, Szeged Nézőszám: 3200 Játékvezetők: Zotin, Volodkov (RUS) |

| 2017. november 19. 17:00 | HBC Nantes | 28–27       | RK Zagreb | Parc des expositions de la Beaujoire, Nantes Nézőszám: 4319 Játékvezetők: López, Ramírez (ESP) |
| 2017. november 19. 17:00 | Burić 6    | (13–12)     | Bičanić 6 | Parc des expositions de la Beaujoire, Nantes Nézőszám: 4319 Játékvezetők: López, Ramírez (ESP) |
| 2017. november 19. 17:00 | 4× 2×      | Jegyzőkönyv | 3× 3×     | Parc des expositions de la Beaujoire, Nantes Nézőszám: 4319 Játékvezetők: López, Ramírez (ESP) |

| 2017. november 19. 18:30 | Wisła Płock | 25–25       | IFK Kristianstad | Orlen Arena, Płock Nézőszám: 4000 Játékvezetők: Lah, Sok (SLO) |
| 2017. november 19. 18:30 | Daszek 7    | (13–13)     | Sørensen 7       | Orlen Arena, Płock Nézőszám: 4000 Játékvezetők: Lah, Sok (SLO) |
| 2017. november 19. 18:30 | 4× 3×       | Jegyzőkönyv | 5× 1×            | Orlen Arena, Płock Nézőszám: 4000 Játékvezetők: Lah, Sok (SLO) |

| 2017. november 23. 19:00 | RK Zagreb  | 24–32       | FC Barcelona  | Arena Zagreb, Zágráb Nézőszám: 9357 Játékvezetők: Madsen, Mortensen (DEN) |
| 2017. november 23. 19:00 | Marković 6 | (11–16)     | Rivera, Mem 7 | Arena Zagreb, Zágráb Nézőszám: 9357 Játékvezetők: Madsen, Mortensen (DEN) |
| 2017. november 23. 19:00 | 2×         | Jegyzőkönyv | 2× 1×         | Arena Zagreb, Zágráb Nézőszám: 9357 Játékvezetők: Madsen, Mortensen (DEN) |

| 2017. november 25. 17:30 | HBC Nantes | 32–30       | Wisła Płock | Parc des expositions de la Beaujoire, Nantes Nézőszám: 4016 Játékvezetők: Mazeika, Gatelis (LTU) |
| 2017. november 25. 17:30 | Burić 7    | (18–12)     | Duarte 5    | Parc des expositions de la Beaujoire, Nantes Nézőszám: 4016 Játékvezetők: Mazeika, Gatelis (LTU) |
| 2017. november 25. 17:30 | 2× 1×      | Jegyzőkönyv | 5× 2×       | Parc des expositions de la Beaujoire, Nantes Nézőszám: 4016 Játékvezetők: Mazeika, Gatelis (LTU) |

| 2017. november 26. 19:00 | Rhein-Neckar Löwen  | 21–21       | Vardar Szkopje | SAP Arena, Mannheim Nézőszám: 4251 Játékvezetők: Zotin, Volodkov (RUS) |
| 2017. november 26. 19:00 | Larsen, Petersson 4 | (11–11)     | Gyibirov 5     | SAP Arena, Mannheim Nézőszám: 4251 Játékvezetők: Zotin, Volodkov (RUS) |
| 2017. november 26. 19:00 | 3× 4×               | Jegyzőkönyv | 2× 3×          | SAP Arena, Mannheim Nézőszám: 4251 Játékvezetők: Zotin, Volodkov (RUS) |

| 2017. november 26. 19:00 | IFK Kristianstad | 33–32       | Pick Szeged | Kristianstad Arena, Kristianstad Nézőszám: 4110 Játékvezetők: Sondors, Līcis (LAT) |
| 2017. november 26. 19:00 | Lagergren 12     | (16–13)     | Balogh 7    | Kristianstad Arena, Kristianstad Nézőszám: 4110 Játékvezetők: Sondors, Līcis (LAT) |
| 2017. november 26. 19:00 | 1× 2×            | Jegyzőkönyv | 1× 2×       | Kristianstad Arena, Kristianstad Nézőszám: 4110 Játékvezetők: Sondors, Līcis (LAT) |

| 2017. november 29. 19:00 | RK Zagreb | 30–26       | Rhein-Neckar Löwen | Arena Zagreb, Zágráb Nézőszám: 3738 Játékvezetők: Brunovský, Čanda (SVK) |
| 2017. november 29. 19:00 | Horvat 8  | (17–13)     | Sigurðsson 9       | Arena Zagreb, Zágráb Nézőszám: 3738 Játékvezetők: Brunovský, Čanda (SVK) |
| 2017. november 29. 19:00 | 4× 3×     | Jegyzőkönyv | 2× 3×              | Arena Zagreb, Zágráb Nézőszám: 3738 Játékvezetők: Brunovský, Čanda (SVK) |

| 2017. december 2. 16:00 | Pick Szeged | 24–25       | Wisła Płock | Városi Sportcsarnok, Szeged Nézőszám: 3100 Játékvezetők: Tzaferopoulos, Bethmann (GRE) |
| 2017. december 2. 16:00 | Balogh 6    | (12–14)     | Toledo 7    | Városi Sportcsarnok, Szeged Nézőszám: 3100 Játékvezetők: Tzaferopoulos, Bethmann (GRE) |
| 2017. december 2. 16:00 | 2× 3×       | Jegyzőkönyv | 5× 4×       | Városi Sportcsarnok, Szeged Nézőszám: 3100 Játékvezetők: Tzaferopoulos, Bethmann (GRE) |

| 2017. december 2. 16:00 | Vardar Szkopje | 31–15       | IFK Kristianstad | Jane Sandanski Arena, Szkopje Nézőszám: 5000 Játékvezetők: Kouz, Zhoba (UKR) |
| 2017. december 2. 16:00 | Gyibirov 7     | (14–8)      | Sørensen 4       | Jane Sandanski Arena, Szkopje Nézőszám: 5000 Játékvezetők: Kouz, Zhoba (UKR) |
| 2017. december 2. 16:00 | 4× 3×          | Jegyzőkönyv | 5× 3×            | Jane Sandanski Arena, Szkopje Nézőszám: 5000 Játékvezetők: Kouz, Zhoba (UKR) |

| 2017. december 2. 20:45 | HBC Nantes | 29–25       | FC Barcelona | La Trocardière, Rezé Nézőszám: 10000 Játékvezetők: Gousko, Repkin (BLR) |
| 2017. december 2. 20:45 | Balaguer 5 | (16–11)     | Mem 6        | La Trocardière, Rezé Nézőszám: 10000 Játékvezetők: Gousko, Repkin (BLR) |
| 2017. december 2. 20:45 | 2× 3×      | Jegyzőkönyv | 1× 3×        | La Trocardière, Rezé Nézőszám: 10000 Játékvezetők: Gousko, Repkin (BLR) |

| 2018. február 10. 16:00 | Wisła Płock | 27–24       | RK Zagreb | Orlen Arena, Płock Nézőszám: 3990 Játékvezetők: Kirkholm, Mortensen (DEN) |
| 2018. február 10. 16:00 | Ivić 5      | (13–10)     | Bičanić 8 | Orlen Arena, Płock Nézőszám: 3990 Játékvezetők: Kirkholm, Mortensen (DEN) |
| 2018. február 10. 16:00 | 3× 2×       | Jegyzőkönyv | 3× 2×     | Orlen Arena, Płock Nézőszám: 3990 Játékvezetők: Kirkholm, Mortensen (DEN) |

| 2018. február 10. 17:30 | IFK Kristianstad | 26–31       | HBC Nantes  | Kristianstad Arena, Kristianstad Nézőszám: 3816 Játékvezetők: Horáček, Novotný (CZE) |
| 2018. február 10. 17:30 | Guðmundsson 9    | (12–13)     | Balaguer 11 | Kristianstad Arena, Kristianstad Nézőszám: 3816 Játékvezetők: Horáček, Novotný (CZE) |
| 2018. február 10. 17:30 | 2× 2×            | Jegyzőkönyv | 5× 2×       | Kristianstad Arena, Kristianstad Nézőszám: 3816 Játékvezetők: Horáček, Novotný (CZE) |

| 2018. február 10. 18:00 | FC Barcelona | 29–28       | Vardar Szkopje | Palau Blaugrana, Barcelona Nézőszám: 4219 Játékvezetők: Gjeding, Hansen (DEN) |
| 2018. február 10. 18:00 | Jallouz 6    | (15–14)     | Krištopāns 7   | Palau Blaugrana, Barcelona Nézőszám: 4219 Játékvezetők: Gjeding, Hansen (DEN) |
| 2018. február 10. 18:00 | 5× 1×        | Jegyzőkönyv | 7× 3×          | Palau Blaugrana, Barcelona Nézőszám: 4219 Játékvezetők: Gjeding, Hansen (DEN) |

| 2018. február 11. 17:00 | Rhein-Neckar Löwen | 35–37       | Pick Szeged | SAP Arena, Mannheim Nézőszám: 2000 Játékvezetők: Santos, Fonseca (POR) |
| 2018. február 11. 17:00 | Larsen 8           | (17–15)     | Sršen 7     | SAP Arena, Mannheim Nézőszám: 2000 Játékvezetők: Santos, Fonseca (POR) |
| 2018. február 11. 17:00 | 2× 2×              | Jegyzőkönyv | 1× 1×       | SAP Arena, Mannheim Nézőszám: 2000 Játékvezetők: Santos, Fonseca (POR) |

| 2018. február 17. 19:30 | FC Barcelona | 28–27       | Wisła Płock       | Palau Blaugrana, Barcelona Nézőszám: 2515 Játékvezetők: Sondors, Līcis (LAT) |
| 2018. február 17. 19:30 | Dolenec 6    | (14–15)     | Racoțea, Toledo 5 | Palau Blaugrana, Barcelona Nézőszám: 2515 Játékvezetők: Sondors, Līcis (LAT) |
| 2018. február 17. 19:30 | 1× 2×        | Jegyzőkönyv | 5× 1×             | Palau Blaugrana, Barcelona Nézőszám: 2515 Játékvezetők: Sondors, Līcis (LAT) |

| 2018. február 17. 20:00 | RK Zagreb  | 23–22       | HBC Nantes | Arena Zagreb, Zágráb Nézőszám: 5273 Játékvezetők: Nikolić, Stojković (SRB) |
| 2018. február 17. 20:00 | Pavlović 7 | (12–18)     | Gurbindo 5 | Arena Zagreb, Zágráb Nézőszám: 5273 Játékvezetők: Nikolić, Stojković (SRB) |
| 2018. február 17. 20:00 | 3× 4×      | Jegyzőkönyv | 2× 3×      | Arena Zagreb, Zágráb Nézőszám: 5273 Játékvezetők: Nikolić, Stojković (SRB) |

| 2018. február 18. 17:00 | Vardar Szkopje | 34–30       | Pick Szeged | Jane Sandanski Arena, Szkopje Nézőszám: 5500 Játékvezetők: Baďura, Ondogrecula (SVK) |
| 2018. február 18. 17:00 | Gyibirov 11    | (16–14)     | Sršen 6     | Jane Sandanski Arena, Szkopje Nézőszám: 5500 Játékvezetők: Baďura, Ondogrecula (SVK) |
| 2018. február 18. 17:00 | 1× 2×          | Jegyzőkönyv | 3× 3×       | Jane Sandanski Arena, Szkopje Nézőszám: 5500 Játékvezetők: Baďura, Ondogrecula (SVK) |

| 2018. február 18. 19:00 | Rhein-Neckar Löwen           | 32–29       | IFK Kristianstad | SAP Arena, Mannheim Nézőszám: 2000 Játékvezetők: Erdoğan, Özdeniz (TUR) |
| 2018. február 18. 19:00 | Mensah Larsen, Radivojević 5 | (16–14)     | Guðmundsson 9    | SAP Arena, Mannheim Nézőszám: 2000 Játékvezetők: Erdoğan, Özdeniz (TUR) |
| 2018. február 18. 19:00 | 3× 4× 1×                     | Jegyzőkönyv | 7× 2×            | SAP Arena, Mannheim Nézőszám: 2000 Játékvezetők: Erdoğan, Özdeniz (TUR) |

| 2018. február 24. 16:00 | IFK Kristianstad | 21–26       | FC Barcelona | Kristianstad Arena, Kristianstad Nézőszám: 4998 Játékvezetők: Lah, Sok (SLO) |
| 2018. február 24. 16:00 | Nilsen 6         | (8–11)      | Mem 5        | Kristianstad Arena, Kristianstad Nézőszám: 4998 Játékvezetők: Lah, Sok (SLO) |
| 2018. február 24. 16:00 | 2× 2×            | Jegyzőkönyv | 2×           | Kristianstad Arena, Kristianstad Nézőszám: 4998 Játékvezetők: Lah, Sok (SLO) |

| 2018. február 24. 17:30 | Pick Szeged | 30–28       | RK Zagreb | Városi Sportcsarnok, Szeged Nézőszám: 3200 Játékvezetők: Geipel, Helbig (GER) |
| 2018. február 24. 17:30 | Šoštarič 9  | (11–15)     | Horvat 12 | Városi Sportcsarnok, Szeged Nézőszám: 3200 Játékvezetők: Geipel, Helbig (GER) |
| 2018. február 24. 17:30 | 6× 1×       | Jegyzőkönyv | 6× 2×     | Városi Sportcsarnok, Szeged Nézőszám: 3200 Játékvezetők: Geipel, Helbig (GER) |

| 2018. február 25. 19:00 | Wisła Płock | 27–32       | Rhein-Neckar Löwen | Orlen Arena, Płock Nézőszám: 4500 Játékvezetők: Pandžić, Mosorinski (SRB) |
| 2018. február 25. 19:00 | Ghionea 6   | (15–14)     | Sigurðsson 10      | Orlen Arena, Płock Nézőszám: 4500 Játékvezetők: Pandžić, Mosorinski (SRB) |
| 2018. február 25. 19:00 | 2× 3×       | Jegyzőkönyv | 2× 4×              | Orlen Arena, Płock Nézőszám: 4500 Játékvezetők: Pandžić, Mosorinski (SRB) |

| 2018. február 25. 19:00 | HBC Nantes | 27–26       | Vardar Szkopje      | Parc des expositions de la Beaujoire, Nantes Nézőszám: 4438 Játékvezetők: Elíasson, Pálsson (ISL) |
| 2018. február 25. 19:00 | Gurbindo 8 | (18–12)     | Gyibirov, Cindrić 5 | Parc des expositions de la Beaujoire, Nantes Nézőszám: 4438 Játékvezetők: Elíasson, Pálsson (ISL) |
| 2018. február 25. 19:00 | 4× 3×      | Jegyzőkönyv | 6× 4×               | Parc des expositions de la Beaujoire, Nantes Nézőszám: 4438 Játékvezetők: Elíasson, Pálsson (ISL) |

| 2018. március 3. 17:30 | Rhein-Neckar Löwen | 30–30       | HBC Nantes | SAP Arena, Mannheim Nézőszám: 2500 Játékvezetők: Gousko, Repkin (BLR) |
| 2018. március 3. 17:30 | Tollbring 6        | (13–15)     | Claire 7   | SAP Arena, Mannheim Nézőszám: 2500 Játékvezetők: Gousko, Repkin (BLR) |
| 2018. március 3. 17:30 | 1× 3×              | Jegyzőkönyv | 1× 4×      | SAP Arena, Mannheim Nézőszám: 2500 Játékvezetők: Gousko, Repkin (BLR) |

| 2018. március 4. 17:00 | Vardar Szkopje | 31–31       | Wisła Płock | Jane Sandanski Arena, Szkopje Nézőszám: 5000 Játékvezetők: Horváth, Marton (HUN) |
| 2018. március 4. 17:00 | Cindrić 7      | (16–16)     | Duarte 10   | Jane Sandanski Arena, Szkopje Nézőszám: 5000 Játékvezetők: Horváth, Marton (HUN) |
| 2018. március 4. 17:00 | 5× 3× 1×       | Jegyzőkönyv | 5× 2×       | Jane Sandanski Arena, Szkopje Nézőszám: 5000 Játékvezetők: Horváth, Marton (HUN) |

| 2018. március 4. 17:00 | RK Zagreb | 24–27       | IFK Kristianstad | Arena Zagreb, Zágráb Nézőszám: 5837 Játékvezetők: Covalciuc, Covalciuc (MDA) |
| 2018. március 4. 17:00 | Horvat 8  | (10–10)     | Sørensen 9       | Arena Zagreb, Zágráb Nézőszám: 5837 Játékvezetők: Covalciuc, Covalciuc (MDA) |
| 2018. március 4. 17:00 | 1× 3×     | Jegyzőkönyv | 3× 3×            | Arena Zagreb, Zágráb Nézőszám: 5837 Játékvezetők: Covalciuc, Covalciuc (MDA) |

| 2018. március 4. 19:15 | FC Barcelona | 28–27       | Pick Szeged     | Palau Blaugrana, Barcelona Nézőszám: 3504 Játékvezetők: Elíasson, Pálsson (ISL) |
| 2018. március 4. 19:15 | Mem 6        | (16–14)     | Sigurmannsson 6 | Palau Blaugrana, Barcelona Nézőszám: 3504 Játékvezetők: Elíasson, Pálsson (ISL) |
| 2018. március 4. 19:15 | 4× 3×        | Jegyzőkönyv | 4× 3×           | Palau Blaugrana, Barcelona Nézőszám: 3504 Játékvezetők: Elíasson, Pálsson (ISL) |

### B csoport
| #  | Csapat              | M  | Gy | D | V  | G+  | G–  | Gk  | P  |
| -- | ------------------- | -- | -- | - | -- | --- | --- | --- | -- |
| 1. | Paris Saint-Germain | 14 | 11 | 1 | 2  | 424 | 378 | +46 | 23 |
| 2. | Telekom Veszprém KC | 14 | 8  | 2 | 4  | 407 | 378 | +29 | 18 |
| 3. | Flensburg-Handewitt | 14 | 7  | 4 | 3  | 410 | 391 | +19 | 18 |
| 4. | THW Kiel            | 14 | 7  | 2 | 5  | 366 | 361 | +5  | 16 |
| 5. | Vive Tauron Kielce  | 14 | 6  | 3 | 5  | 418 | 408 | +10 | 15 |
| 6. | Meskov Breszt       | 14 | 4  | 2 | 8  | 374 | 406 | –32 | 10 |
| 7. | RK Celje            | 14 | 3  | 1 | 10 | 398 | 434 | –36 | 7  |
| 8. | Aalborg             | 14 | 2  | 1 | 11 | 364 | 405 | –41 | 5  |

| 2017. szeptember 16. 17:00 | Meskov Breszt   | 28–25       | Vive Tauron Kielce | Universal Sports Complex Victoria, Breszt Nézőszám: 2800 Játékvezetők: Pandžić, Mosorinski (SRB) |
| 2017. szeptember 16. 17:00 | három játékos 5 | (15–11)     | Dujshebaev 4       | Universal Sports Complex Victoria, Breszt Nézőszám: 2800 Játékvezetők: Pandžić, Mosorinski (SRB) |
| 2017. szeptember 16. 17:00 | 3× 3× 1×        | Jegyzőkönyv | 1× 3×              | Universal Sports Complex Victoria, Breszt Nézőszám: 2800 Játékvezetők: Pandžić, Mosorinski (SRB) |

| 2017. szeptember 16. 17:30 | RK Celje | 31–39       | Telekom Veszprém KC | Zlatorog Arena, Celje Nézőszám: 4185 Játékvezetők: Geipel, Helbig (GER) |
| 2017. szeptember 16. 17:30 | Mlakar 8 | (18–16)     | Lékai 9             | Zlatorog Arena, Celje Nézőszám: 4185 Játékvezetők: Geipel, Helbig (GER) |
| 2017. szeptember 16. 17:30 | 3× 2×    | Jegyzőkönyv | 6× 3×               | Zlatorog Arena, Celje Nézőszám: 4185 Játékvezetők: Geipel, Helbig (GER) |

| 2017. szeptember 16. 17:30 | Flensburg-Handewitt | 30–27       | Aalborg | Flens Arena, Flensburg Nézőszám: 3670 Játékvezetők: Pichon, Reveret (FRA) |
| 2017. szeptember 16. 17:30 | Glandorf 8          | (13–15)     | Juul 7  | Flens Arena, Flensburg Nézőszám: 3670 Játékvezetők: Pichon, Reveret (FRA) |
| 2017. szeptember 16. 17:30 | 6× 3×               | Jegyzőkönyv | 4× 2×   | Flens Arena, Flensburg Nézőszám: 3670 Játékvezetők: Pichon, Reveret (FRA) |

| 2017. szeptember 17. 17:15 | THW Kiel | 22–25       | Paris Saint-Germain | Sparkassen-Arena, Kiel Nézőszám: 10049 Játékvezetők: Gubica, Milošević (CRO) |
| 2017. szeptember 17. 17:15 | Vujin 5  | (10–12)     | Sagosen 6           | Sparkassen-Arena, Kiel Nézőszám: 10049 Játékvezetők: Gubica, Milošević (CRO) |
| 2017. szeptember 17. 17:15 | 3× 2×    | Jegyzőkönyv | 3× 3×               | Sparkassen-Arena, Kiel Nézőszám: 10049 Játékvezetők: Gubica, Milošević (CRO) |

| 2017. szeptember 23. 17:30 | Telekom Veszprém KC | 28–27       | Flensburg-Handewitt | Veszprém Aréna, Veszprém Nézőszám: 5019 Játékvezetők: Nikolić, Stojković (SRB) |
| 2017. szeptember 23. 17:30 | Lékai 9             | (15–14)     | Wanne 5             | Veszprém Aréna, Veszprém Nézőszám: 5019 Játékvezetők: Nikolić, Stojković (SRB) |
| 2017. szeptember 23. 17:30 | 1× 3×               | Jegyzőkönyv | 3× 4×               | Veszprém Aréna, Veszprém Nézőszám: 5019 Játékvezetők: Nikolić, Stojković (SRB) |

| 2017. szeptember 24. 16:50 | Aalborg  | 32–30       | RK Celje | Gigantium, Aalborg Nézőszám: 3357 Játékvezetők: Brunner, Salah (SUI) |
| 2017. szeptember 24. 16:50 | Larsen 8 | (15–13)     | Mlakar 8 | Gigantium, Aalborg Nézőszám: 3357 Játékvezetők: Brunner, Salah (SUI) |
| 2017. szeptember 24. 16:50 | 3× 2×    | Jegyzőkönyv | 6× 2× 1× | Gigantium, Aalborg Nézőszám: 3357 Játékvezetők: Brunner, Salah (SUI) |

| 2017. szeptember 24. 17:00 | Paris Saint-Germain | 32–28       | Meskov Breszt      | Halle Georges Carpentier, Párizs Nézőszám: 1900 Játékvezetők: Pavićević, Ražnatović (MNE) |
| 2017. szeptember 24. 17:00 | Gensheimer 7        | (15–14)     | Kulak, Stojković 5 | Halle Georges Carpentier, Párizs Nézőszám: 1900 Játékvezetők: Pavićević, Ražnatović (MNE) |
| 2017. szeptember 24. 17:00 | 1× 2×               | Jegyzőkönyv | 3× 3×              | Halle Georges Carpentier, Párizs Nézőszám: 1900 Játékvezetők: Pavićević, Ražnatović (MNE) |

| 2017. szeptember 24. 18:30 | Vive Tauron Kielce | 32–21       | THW Kiel | Hala Legionów, Kielce Nézőszám: 4000 Játékvezetők: Dinu, Din (ROU) |
| 2017. szeptember 24. 18:30 | Bielecki 8         | (18–11)     | Dahmke 6 | Hala Legionów, Kielce Nézőszám: 4000 Játékvezetők: Dinu, Din (ROU) |
| 2017. szeptember 24. 18:30 | 4× 3×              | Jegyzőkönyv | 3× 3×    | Hala Legionów, Kielce Nézőszám: 4000 Játékvezetők: Dinu, Din (ROU) |

| 2017. szeptember 27. 18:30 | THW Kiel  | 27–26       | Aalborg  | Sparkassen-Arena, Kiel Nézőszám: 8900 Játékvezetők: Lah, Sok (SLO) |
| 2017. szeptember 27. 18:30 | Zarabec 5 | (13–12)     | Larsen 7 | Sparkassen-Arena, Kiel Nézőszám: 8900 Játékvezetők: Lah, Sok (SLO) |
| 2017. szeptember 27. 18:30 | 6× 3×     | Jegyzőkönyv | 5× 2×    | Sparkassen-Arena, Kiel Nézőszám: 8900 Játékvezetők: Lah, Sok (SLO) |

| 2017. szeptember 30. 17:00 | Meskov Breszt | 26–29       | Telekom Veszprém KC | Universal Sports Complex Victoria, Breszt Nézőszám: 3100 Játékvezetők: Marín, García (ESP) |
| 2017. szeptember 30. 17:00 | Đorđić 7      | (12–14)     | Lékai 8             | Universal Sports Complex Victoria, Breszt Nézőszám: 3100 Játékvezetők: Marín, García (ESP) |
| 2017. szeptember 30. 17:00 | 2× 2×         | Jegyzőkönyv | 2× 3×               | Universal Sports Complex Victoria, Breszt Nézőszám: 3100 Játékvezetők: Marín, García (ESP) |

| 2017. szeptember 30. 17:30 | Flensburg-Handewitt | 33–29       | Paris Saint-Germain | Flens Arena, Flensburg Nézőszám: 5500 Játékvezetők: Horáček, Novotný (CZE) |
| 2017. szeptember 30. 17:30 | Schmidt 11          | (13–14)     | Gensheimer 9        | Flens Arena, Flensburg Nézőszám: 5500 Játékvezetők: Horáček, Novotný (CZE) |
| 2017. szeptember 30. 17:30 | 4× 1×               | Jegyzőkönyv | 4× 2×               | Flens Arena, Flensburg Nézőszám: 5500 Játékvezetők: Horáček, Novotný (CZE) |

| 2017. szeptember 30. 19:00 | RK Celje | 31–27       | Vive Tauron Kielce | Zlatorog Arena, Celje Nézőszám: 3000 Játékvezetők: Kurtagic, Wetterwik (SWE) |
| 2017. szeptember 30. 19:00 | Marguč 7 | (16–12)     | Djukić 6           | Zlatorog Arena, Celje Nézőszám: 3000 Játékvezetők: Kurtagic, Wetterwik (SWE) |
| 2017. szeptember 30. 19:00 | 8× 4× 1× | Jegyzőkönyv | 4× 2×              | Zlatorog Arena, Celje Nézőszám: 3000 Játékvezetők: Kurtagic, Wetterwik (SWE) |

| 2017. október 8. 15:00 | Vive Tauron Kielce | 25–25       | Flensburg-Handewitt | Hala Legionów, Kielce Nézőszám: 4018 Játékvezetők: Gubica, Milošević (CRO) |
| 2017. október 8. 15:00 | Bielecki 6         | (10–10)     | Steinhauser 5       | Hala Legionów, Kielce Nézőszám: 4018 Játékvezetők: Gubica, Milošević (CRO) |
| 2017. október 8. 15:00 | 2× 1×              | Jegyzőkönyv | 4× 3×               | Hala Legionów, Kielce Nézőszám: 4018 Játékvezetők: Gubica, Milošević (CRO) |

| 2017. október 8. 16:50 | Aalborg  | 20–23       | Meskov Breszt | Gigantium, Aalborg Nézőszám: 3417 Játékvezetők: Sondors, Līcis (LAT) |
| 2017. október 8. 16:50 | Jensen 4 | (11–10)     | Đorđić 7      | Gigantium, Aalborg Nézőszám: 3417 Játékvezetők: Sondors, Līcis (LAT) |
| 2017. október 8. 16:50 | 1× 4×    | Jegyzőkönyv | 1× 2×         | Gigantium, Aalborg Nézőszám: 3417 Játékvezetők: Sondors, Līcis (LAT) |

| 2017. október 8. 17:00 | Telekom Veszprém KC | 26–24       | THW Kiel   | Veszprém Aréna, Veszprém Nézőszám: 5019 Játékvezetők: Zotin, Volodkov (RUS) |
| 2017. október 8. 17:00 | Ilić 6              | (12–15)     | Weinhold 8 | Veszprém Aréna, Veszprém Nézőszám: 5019 Játékvezetők: Zotin, Volodkov (RUS) |
| 2017. október 8. 17:00 | 3× 3×               | Jegyzőkönyv | 1× 3×      | Veszprém Aréna, Veszprém Nézőszám: 5019 Játékvezetők: Zotin, Volodkov (RUS) |

| 2017. október 8. 17:00 | Paris Saint-Germain   | 32–27       | RK Celje  | Halle Georges Carpentier, Párizs Nézőszám: 2700 Játékvezetők: Santos, Fonseca (POR) |
| 2017. október 8. 17:00 | Gensheimer, Sagosen 7 | (18–14)     | Mlakar 10 | Halle Georges Carpentier, Párizs Nézőszám: 2700 Játékvezetők: Santos, Fonseca (POR) |
| 2017. október 8. 17:00 | 4× 2×                 | Jegyzőkönyv | 4× 3×     | Halle Georges Carpentier, Párizs Nézőszám: 2700 Játékvezetők: Santos, Fonseca (POR) |

| 2017. október 14. 19:00 | RK Celje | 33–33       | Meskov Breszt | Zlatorog Arena, Celje Nézőszám: 3000 Játékvezetők: Elíasson, Pálsson (ISL) |
| 2017. október 14. 19:00 | Malus 7  | (18–15)     | Nikulenkav 7  | Zlatorog Arena, Celje Nézőszám: 3000 Játékvezetők: Elíasson, Pálsson (ISL) |
| 2017. október 14. 19:00 | 4× 3×    | Jegyzőkönyv | 5× 4×         | Zlatorog Arena, Celje Nézőszám: 3000 Játékvezetők: Elíasson, Pálsson (ISL) |

| 2017. október 15. 16:50 | Aalborg | 26–33       | Paris Saint-Germain | Gigantium, Aalborg Nézőszám: 5020 Játékvezetők: Dinu, Din (ROU) |
| 2017. október 15. 16:50 | Juul 9  | (11–18)     | Gensheimer 5        | Gigantium, Aalborg Nézőszám: 5020 Játékvezetők: Dinu, Din (ROU) |
| 2017. október 15. 16:50 | 5× 2×   | Jegyzőkönyv | 8× 3×               | Gigantium, Aalborg Nézőszám: 5020 Játékvezetők: Dinu, Din (ROU) |

| 2017. október 15. 18:30 | THW Kiel | 20–20       | Flensburg-Handewitt | Sparkassen-Arena, Kiel Nézőszám: 10049 Játékvezetők: Marín, García (ESP) |
| 2017. október 15. 18:30 | Vujin 5  | (9–7)       | Svan, Mahé 4        | Sparkassen-Arena, Kiel Nézőszám: 10049 Játékvezetők: Marín, García (ESP) |
| 2017. október 15. 18:30 | 4× 3×    | Jegyzőkönyv | 3× 2×               | Sparkassen-Arena, Kiel Nézőszám: 10049 Játékvezetők: Marín, García (ESP) |

| 2017. október 15. 19:00 | Vive Tauron Kielce | 32–32       | Telekom Veszprém KC | Hala Legionów, Kielce Nézőszám: 4200 Játékvezetők: Nikolov, Nachevski (MKD) |
| 2017. október 15. 19:00 | Dujshebaev 7       | (16–15)     | Tønnesen 6          | Hala Legionów, Kielce Nézőszám: 4200 Játékvezetők: Nikolov, Nachevski (MKD) |
| 2017. október 15. 19:00 | 4× 3×              | Jegyzőkönyv | 5× 3× 1×            | Hala Legionów, Kielce Nézőszám: 4200 Játékvezetők: Nikolov, Nachevski (MKD) |

| 2017. november 1. 18:30 | Flensburg-Handewitt | 33–28       | RK Celje  | Flens Arena, Flensburg Nézőszám: 4016 Játékvezetők: Gjeding, Hansen (DEN) |
| 2017. november 1. 18:30 | Svan 7              | (16–15)     | Vujović 9 | Flens Arena, Flensburg Nézőszám: 4016 Játékvezetők: Gjeding, Hansen (DEN) |
| 2017. november 1. 18:30 | 4× 2×               | Jegyzőkönyv | 4× 1×     | Flens Arena, Flensburg Nézőszám: 4016 Játékvezetők: Gjeding, Hansen (DEN) |

| 2017. november 4. 17:30 | Telekom Veszprém KC | 30–24       | Aalborg | Veszprém Aréna, Veszprém Nézőszám: 5019 Játékvezetők: Vešović, Mitrović (MNE) |
| 2017. november 4. 17:30 | Lékai 7             | (16–10)     | Hald 6  | Veszprém Aréna, Veszprém Nézőszám: 5019 Játékvezetők: Vešović, Mitrović (MNE) |
| 2017. november 4. 17:30 | 5× 4×               | Jegyzőkönyv | 4× 3×   | Veszprém Aréna, Veszprém Nézőszám: 5019 Játékvezetők: Vešović, Mitrović (MNE) |

| 2017. november 4. 18:30 | Meskov Breszt | 24–25       | THW Kiel       | Universal Sports Complex Victoria, Breszt Nézőszám: 3450 Játékvezetők: Mažeika, Gatelis (LTU) |
| 2017. november 4. 18:30 | Silovics 6    | (14–12)     | Bilyk, Vujin 6 | Universal Sports Complex Victoria, Breszt Nézőszám: 3450 Játékvezetők: Mažeika, Gatelis (LTU) |
| 2017. november 4. 18:30 | 3× 3×         | Jegyzőkönyv | 3× 3×          | Universal Sports Complex Victoria, Breszt Nézőszám: 3450 Játékvezetők: Mažeika, Gatelis (LTU) |

| 2017. november 5. 17:00 | Paris Saint-Germain | 33–28       | Vive Tauron Kielce | Halle Georges Carpentier, Párizs Nézőszám: 2837 Játékvezetők: López, Ramírez (ESP) |
| 2017. november 5. 17:00 | Remili 7            | (18–16)     | Dujshebaev 5       | Halle Georges Carpentier, Párizs Nézőszám: 2837 Játékvezetők: López, Ramírez (ESP) |
| 2017. november 5. 17:00 | 1× 3×               | Jegyzőkönyv | 2× 2×              | Halle Georges Carpentier, Párizs Nézőszám: 2837 Játékvezetők: López, Ramírez (ESP) |

| 2017. november 11. 18:30 | Meskov Breszt | 28–30       | Flensburg-Handewitt | Universal Sports Complex Victoria, Breszt Nézőszám: 3250 Játékvezetők: Brunner, Salah (SUI) |
| 2017. november 11. 18:30 | Stojković 5   | (15–16)     | Wanne 7             | Universal Sports Complex Victoria, Breszt Nézőszám: 3250 Játékvezetők: Brunner, Salah (SUI) |
| 2017. november 11. 18:30 | 3× 3×         | Jegyzőkönyv | 2× 3×               | Universal Sports Complex Victoria, Breszt Nézőszám: 3250 Játékvezetők: Brunner, Salah (SUI) |

| 2017. november 12. 16:50 | Aalborg    | 30–34       | Vive Tauron Kielce     | Gigantium, Aalborg Nézőszám: 3454 Játékvezetők: Nikolić, Stojković (SRB) |
| 2017. november 12. 16:50 | Smárason 8 | (14–18)     | Jurecki, Aguinagalde 5 | Gigantium, Aalborg Nézőszám: 3454 Játékvezetők: Nikolić, Stojković (SRB) |
| 2017. november 12. 16:50 | 1× 3×      | Jegyzőkönyv | 3× 3×                  | Gigantium, Aalborg Nézőszám: 3454 Játékvezetők: Nikolić, Stojković (SRB) |

| 2017. november 12. 17:00 | Paris Saint-Germain | 33–28       | Telekom Veszprém KC | Halle Georges Carpentier, Párizs Nézőszám: 2800 Játékvezetők: Gjeding, Hansen (DEN) |
| 2017. november 12. 17:00 | Karabatić 8         | (19–14)     | Gajić, Tønnesen 5   | Halle Georges Carpentier, Párizs Nézőszám: 2800 Játékvezetők: Gjeding, Hansen (DEN) |
| 2017. november 12. 17:00 | 7× 2×               | Jegyzőkönyv | 7× 2×               | Halle Georges Carpentier, Párizs Nézőszám: 2800 Játékvezetők: Gjeding, Hansen (DEN) |

| 2017. november 12. 17:00 | THW Kiel | 26–29       | RK Celje | Sparkassen-Arena, Kiel Nézőszám: 8700 Játékvezetők: Horváth, Marton (HUN) |
| 2017. november 12. 17:00 | Ekberg 6 | (15–14)     | Malus 8  | Sparkassen-Arena, Kiel Nézőszám: 8700 Játékvezetők: Horváth, Marton (HUN) |
| 2017. november 12. 17:00 | 2× 3×    | Jegyzőkönyv | 5× 2×    | Sparkassen-Arena, Kiel Nézőszám: 8700 Játékvezetők: Horváth, Marton (HUN) |

| 2017. november 18. 16:00 | Vive Tauron Kielce | 28–27       | Aalborg    | Hala Legionów, Kielce Nézőszám: 4000 Játékvezetők: Mažeika, Gatelis (LTU) |
| 2017. november 18. 16:00 | Bielecki 7         | (15–14)     | Smárason 6 | Hala Legionów, Kielce Nézőszám: 4000 Játékvezetők: Mažeika, Gatelis (LTU) |
| 2017. november 18. 16:00 | 1× 2×              | Jegyzőkönyv | 5× 3×      | Hala Legionów, Kielce Nézőszám: 4000 Játékvezetők: Mažeika, Gatelis (LTU) |

| 2017. november 18. 17:30 | Telekom Veszprém KC | 24–29       | Paris Saint-Germain | Veszprém Aréna, Veszprém Nézőszám: 5019 Játékvezetők: Sondors, Līcis (LAT) |
| 2017. november 18. 17:30 | Lékai 8             | (12–12)     | Gensheimer 10       | Veszprém Aréna, Veszprém Nézőszám: 5019 Játékvezetők: Sondors, Līcis (LAT) |
| 2017. november 18. 17:30 | 4× 3×               | Jegyzőkönyv | 1× 1×               | Veszprém Aréna, Veszprém Nézőszám: 5019 Játékvezetők: Sondors, Līcis (LAT) |

| 2017. november 19. 17:00 | RK Celje          | 27–28       | THW Kiel | Zlatorog Arena, Celje Nézőszám: 4600 Játékvezetők: Caçador, Nicolau (POR) |
| 2017. november 19. 17:00 | Vujović, Marguć 5 | (14–15)     | Ekberg 7 | Zlatorog Arena, Celje Nézőszám: 4600 Játékvezetők: Caçador, Nicolau (POR) |
| 2017. november 19. 17:00 | 4× 3×             | Jegyzőkönyv | 5× 3×    | Zlatorog Arena, Celje Nézőszám: 4600 Játékvezetők: Caçador, Nicolau (POR) |

| 2017. november 19. 19:00 | Flensburg-Handewitt | 37–30       | Meskov Breszt | Flens Arena, Flensburg Nézőszám: 3855 Játékvezetők: Santos, Fonseca (POR) |
| 2017. november 19. 19:00 | Glandorf 9          | (20–13)     | Skurinszkij 6 | Flens Arena, Flensburg Nézőszám: 3855 Játékvezetők: Santos, Fonseca (POR) |
| 2017. november 19. 19:00 | 6× 2×               | Jegyzőkönyv | 4× 2×         | Flens Arena, Flensburg Nézőszám: 3855 Játékvezetők: Santos, Fonseca (POR) |

| 2017. november 25. 17:30 | THW Kiel  | 33–23       | Meskov Breszt | Sparkassen-Arena, Kiel Nézőszám: 9000 Játékvezetők: Nikolov, Nachevski (MKD) |
| 2017. november 25. 17:30 | Wiencek 7 | (15–10)     | Kulak 5       | Sparkassen-Arena, Kiel Nézőszám: 9000 Játékvezetők: Nikolov, Nachevski (MKD) |
| 2017. november 25. 17:30 | 2× 3×     | Jegyzőkönyv | 3× 3×         | Sparkassen-Arena, Kiel Nézőszám: 9000 Játékvezetők: Nikolov, Nachevski (MKD) |

| 2017. november 26. 16:50 | Aalborg  | 29–26       | Telekom Veszprém KC | Gigantium, Aalborg Nézőszám: 3267 Játékvezetők: Gubica, Milošević (CRO) |
| 2017. november 26. 16:50 | Jensen 6 | (14–13)     | Lékai 6             | Gigantium, Aalborg Nézőszám: 3267 Játékvezetők: Gubica, Milošević (CRO) |
| 2017. november 26. 16:50 | 3× 3×    | Jegyzőkönyv | 5× 3×               | Gigantium, Aalborg Nézőszám: 3267 Játékvezetők: Gubica, Milošević (CRO) |

| 2017. november 26. 17:00 | RK Celje  | 27–30       | Flensburg-Handewitt     | Zlatorog Arena, Celje Nézőszám: 3350 Játékvezetők: Dinu, Din (ROU) |
| 2017. november 26. 17:00 | Jurečič 7 | (14–16)     | Jeppsson, Steinhauser 6 | Zlatorog Arena, Celje Nézőszám: 3350 Játékvezetők: Dinu, Din (ROU) |
| 2017. november 26. 17:00 | 4× 3×     | Jegyzőkönyv | 6× 3×                   | Zlatorog Arena, Celje Nézőszám: 3350 Játékvezetők: Dinu, Din (ROU) |

| 2017. november 26. 19:00 | Vive Tauron Kielce     | 29–30       | Paris Saint-Germain | Hala Legionów, Kielce Nézőszám: 4200 Játékvezetők: Geipel, Helbig (GER) |
| 2017. november 26. 19:00 | Jurecki, Aguinagalde 5 | (11–15)     | Gensheimer 8        | Hala Legionów, Kielce Nézőszám: 4200 Játékvezetők: Geipel, Helbig (GER) |
| 2017. november 26. 19:00 | 6× 1×                  | Jegyzőkönyv | 7× 2× 1×            | Hala Legionów, Kielce Nézőszám: 4200 Játékvezetők: Geipel, Helbig (GER) |

| 2017. november 29. 19:30 | Flensburg-Handewitt | 30–33       | THW Kiel    | Flens Arena, Flensburg Nézőszám: 6000 Játékvezetők: Nikolić, Stojković (SRB) |
| 2017. november 29. 19:30 | Wanne 7             | (15–16)     | Dissinger 7 | Flens Arena, Flensburg Nézőszám: 6000 Játékvezetők: Nikolić, Stojković (SRB) |
| 2017. november 29. 19:30 | 1× 3× 1×            | Jegyzőkönyv | 4× 3×       | Flens Arena, Flensburg Nézőszám: 6000 Játékvezetők: Nikolić, Stojković (SRB) |

| 2017. december 2. 16:00 | Meskov Breszt | 29–24       | RK Celje     | Universal Sports Complex Victoria, Breszt Nézőszám: 3100 Játékvezetők: Pichon, Reveret (FRA) |
| 2017. december 2. 16:00 | Rutenka 4     | (15–14)     | Dujshebaev 7 | Universal Sports Complex Victoria, Breszt Nézőszám: 3100 Játékvezetők: Pichon, Reveret (FRA) |
| 2017. december 2. 16:00 | 1× 3×         | Jegyzőkönyv | 4× 2×        | Universal Sports Complex Victoria, Breszt Nézőszám: 3100 Játékvezetők: Pichon, Reveret (FRA) |

| 2017. december 2. 17:30 | Paris Saint-Germain | 31–28       | Aalborg  | Halle Georges Carpentier, Párizs Nézőszám: 2740 Játékvezetők: Baranowski, Lemanowicz (POL) |
| 2017. december 2. 17:30 | Gensheimer 10       | (15–14)     | Jensen 9 | Halle Georges Carpentier, Párizs Nézőszám: 2740 Játékvezetők: Baranowski, Lemanowicz (POL) |
| 2017. december 2. 17:30 | 3× 3×               | Jegyzőkönyv | 4× 4×    | Halle Georges Carpentier, Párizs Nézőszám: 2740 Játékvezetők: Baranowski, Lemanowicz (POL) |

| 2017. december 2. 18:00 | Telekom Veszprém KC | 31–26       | Vive Tauron Kielce | Veszprém Aréna, Veszprém Nézőszám: 5080 Játékvezetők: Horáček, Novotný (CZE) |
| 2017. december 2. 18:00 | Nilsson 8           | (15–15)     | Jurecki 9          | Veszprém Aréna, Veszprém Nézőszám: 5080 Játékvezetők: Horáček, Novotný (CZE) |
| 2017. december 2. 18:00 | 7× 2×               | Jegyzőkönyv | 4× 4×              | Veszprém Aréna, Veszprém Nézőszám: 5080 Játékvezetők: Horáček, Novotný (CZE) |

| 2018. február 7. 18:00 | Meskov Breszt | 23–23       | Aalborg   | Universal Sports Complex Victoria, Breszt Nézőszám: 3150 Játékvezetők: Baumgart, Wild (GER) |
| 2018. február 7. 18:00 | Đorđić 5      | (10–12)     | Ellebæk 5 | Universal Sports Complex Victoria, Breszt Nézőszám: 3150 Játékvezetők: Baumgart, Wild (GER) |
| 2018. február 7. 18:00 | 3× 3×         | Jegyzőkönyv | 3× 3×     | Universal Sports Complex Victoria, Breszt Nézőszám: 3150 Játékvezetők: Baumgart, Wild (GER) |

| 2018. február 7. 19:30 | THW Kiel          | 22–20       | Telekom Veszprém KC | Sparkassen-Arena, Kiel Nézőszám: 9500 Játékvezetők: Brunovský, Čanda (SVK) |
| 2018. február 7. 19:30 | Ekberg, Nilsson 7 | (14–9)      | Ilić 5              | Sparkassen-Arena, Kiel Nézőszám: 9500 Játékvezetők: Brunovský, Čanda (SVK) |
| 2018. február 7. 19:30 | 4× 1×             | Jegyzőkönyv | 4× 3×               | Sparkassen-Arena, Kiel Nézőszám: 9500 Játékvezetők: Brunovský, Čanda (SVK) |

| 2018. február 11. 17:00 | RK Celje    | 26–31       | Paris Saint-Germain | Zlatorog Arena, Celje Nézőszám: 5600 Játékvezetők: Marín, García (ESP) |
| 2018. február 11. 17:00 | Mačkovšek 7 | (13–17)     | Gensheimer 7        | Zlatorog Arena, Celje Nézőszám: 5600 Játékvezetők: Marín, García (ESP) |
| 2018. február 11. 17:00 | 4× 3×       | Jegyzőkönyv | 5× 3×               | Zlatorog Arena, Celje Nézőszám: 5600 Játékvezetők: Marín, García (ESP) |

| 2018. február 11. 19:00 | Flensburg-Handewitt | 32–32       | Vive Tauron Kielce | Flens Arena, Flensburg Nézőszám: 5314 Játékvezetők: Caçador, Nicolau (POR) |
| 2018. február 11. 19:00 | Schmidt 9           | (17–21)     | Jurecki 8          | Flens Arena, Flensburg Nézőszám: 5314 Játékvezetők: Caçador, Nicolau (POR) |
| 2018. február 11. 19:00 | 4× 2×               | Jegyzőkönyv | 3× 2×              | Flens Arena, Flensburg Nézőszám: 5314 Játékvezetők: Caçador, Nicolau (POR) |

| 2018. február 17. 16:00 | Vive Tauron Kielce | 37–31       | RK Celje | Hala Legionów, Kielce Nézőszám: 4100 Játékvezetők: Brunner, Salah (SUI) |
| 2018. február 17. 16:00 | Štrlek 6           | (21–17)     | Anić 6   | Hala Legionów, Kielce Nézőszám: 4100 Játékvezetők: Brunner, Salah (SUI) |
| 2018. február 17. 16:00 | 5× 1×              | Jegyzőkönyv | 5× 2×    | Hala Legionów, Kielce Nézőszám: 4100 Játékvezetők: Brunner, Salah (SUI) |

| 2018. február 17. 17:30 | Telekom Veszprém KC | 34–22       | Meskov Breszt             | Veszprém Aréna, Veszprém Nézőszám: 5000 Játékvezetők: Konjičanin, Konjičanin (BIH) |
| 2018. február 17. 17:30 | Ilić 8              | (20–11)     | Asztrasapkin, Stojković 3 | Veszprém Aréna, Veszprém Nézőszám: 5000 Játékvezetők: Konjičanin, Konjičanin (BIH) |
| 2018. február 17. 17:30 | 4× 2×               | Jegyzőkönyv | 1× 2×                     | Veszprém Aréna, Veszprém Nézőszám: 5000 Játékvezetők: Konjičanin, Konjičanin (BIH) |

| 2018. február 17. 17:30 | Paris Saint-Germain        | 29–21       | Flensburg-Handewitt | Halle Georges Carpentier, Párizs Nézőszám: 3500 Játékvezetők: Mažeika, Gatelis (LTU) |
| 2018. február 17. 17:30 | Gensheimer, N. Karabatić 5 | (19–10)     | Mahé, Rød 6         | Halle Georges Carpentier, Párizs Nézőszám: 3500 Játékvezetők: Mažeika, Gatelis (LTU) |
| 2018. február 17. 17:30 | 3× 2×                      | Jegyzőkönyv | 2× 3×               | Halle Georges Carpentier, Párizs Nézőszám: 3500 Játékvezetők: Mažeika, Gatelis (LTU) |

| 2018. február 18. 16:50 | Aalborg   | 20–27       | THW Kiel | Gigantium, Aalborg Nézőszám: 3874 Játékvezetők: Pichon, Reveret (FRA) |
| 2018. február 18. 16:50 | Ellebæk 7 | (11–15)     | Ekberg 7 | Gigantium, Aalborg Nézőszám: 3874 Játékvezetők: Pichon, Reveret (FRA) |
| 2018. február 18. 16:50 | 1× 3×     | Jegyzőkönyv | 4× 3×    | Gigantium, Aalborg Nézőszám: 3874 Játékvezetők: Pichon, Reveret (FRA) |

| 2018. február 24. 17:30 | THW Kiel  | 29–30       | Vive Tauron Kielce | Sparkassen-Arena, Kiel Nézőszám: 10285 Játékvezetők: Gubica, Milošević (CRO) |
| 2018. február 24. 17:30 | Wiencek 6 | (17–16)     | Jurecki 8          | Sparkassen-Arena, Kiel Nézőszám: 10285 Játékvezetők: Gubica, Milošević (CRO) |
| 2018. február 24. 17:30 | 2× 4×     | Jegyzőkönyv | 3× 2×              | Sparkassen-Arena, Kiel Nézőszám: 10285 Játékvezetők: Gubica, Milošević (CRO) |

| 2018. február 24. 18:30 | Meskov Breszt | 29–28       | Paris Saint-Germain | Universal Sports Complex Victoria, Breszt Nézőszám: 3740 Játékvezetők: Nikolov, Nachevski (MKD) |
| 2018. február 24. 18:30 | Đorđić 10     | (19–13)     | három játékos 4     | Universal Sports Complex Victoria, Breszt Nézőszám: 3740 Játékvezetők: Nikolov, Nachevski (MKD) |
| 2018. február 24. 18:30 | 2× 3×         | Jegyzőkönyv | 1× 3×               | Universal Sports Complex Victoria, Breszt Nézőszám: 3740 Játékvezetők: Nikolov, Nachevski (MKD) |

| 2018. február 24. 19:30 | RK Celje    | 32–28       | Aalborg     | Zlatorog Arena, Celje Nézőszám: 2370 Játékvezetők: Pavićević, Ražnatović (MNE) |
| 2018. február 24. 19:30 | Mačkovšek 8 | (15–12)     | Saugstrup 5 | Zlatorog Arena, Celje Nézőszám: 2370 Játékvezetők: Pavićević, Ražnatović (MNE) |
| 2018. február 24. 19:30 | 4× 2×       | Jegyzőkönyv | 5× 3×       | Zlatorog Arena, Celje Nézőszám: 2370 Játékvezetők: Pavićević, Ražnatović (MNE) |

| 2018. február 25. 17:00 | Flensburg-Handewitt | 31–31       | Telekom Veszprém KC | Flens Arena, Flensburg Nézőszám: 5500 Játékvezetők: López, Ramírez (ESP) |
| 2018. február 25. 17:00 | négy játékos 5      | (16–16)     | Gajić, Marguč 5     | Flens Arena, Flensburg Nézőszám: 5500 Játékvezetők: López, Ramírez (ESP) |
| 2018. február 25. 17:00 | 3× 3× 1×            | Jegyzőkönyv | 5× 2×               | Flens Arena, Flensburg Nézőszám: 5500 Játékvezetők: López, Ramírez (ESP) |

| 2018. március 3. 16:00 | Vive Tauron Kielce | 33–28       | Meskov Breszt | Hala Legionów, Kielce Nézőszám: 4060 Játékvezetők: Marín, García (ESP) |
| 2018. március 3. 16:00 | Dujshebaev 6       | (20–17)     | Silovics 6    | Hala Legionów, Kielce Nézőszám: 4060 Játékvezetők: Marín, García (ESP) |
| 2018. március 3. 16:00 | 4× 2×              | Jegyzőkönyv | 4× 2×         | Hala Legionów, Kielce Nézőszám: 4060 Játékvezetők: Marín, García (ESP) |

| 2018. március 3. 17:30 | Telekom Veszprém KC | 29–22       | RK Celje | Veszprém Aréna, Veszprém Nézőszám: 5019 Játékvezetők: Brkic, Jusufhodzic (AUT) |
| 2018. március 3. 17:30 | Lékai 6             | (13–11)     | Malus 6  | Veszprém Aréna, Veszprém Nézőszám: 5019 Játékvezetők: Brkic, Jusufhodzic (AUT) |
| 2018. március 3. 17:30 | 5× 3×               | Jegyzőkönyv | 1× 3×    | Veszprém Aréna, Veszprém Nézőszám: 5019 Játékvezetők: Brkic, Jusufhodzic (AUT) |

| 2018. március 4. 16:50 | Aalborg  | 24–31       | Flensburg-Handewitt | Gigantium, Aalborg Nézőszám: 4327 Játékvezetők: Baďura, Ondogrecula (SVK) |
| 2018. március 4. 16:50 | Larsen 7 | (11–15)     | Glandorf 6          | Gigantium, Aalborg Nézőszám: 4327 Játékvezetők: Baďura, Ondogrecula (SVK) |
| 2018. március 4. 16:50 | 3× 3×    | Jegyzőkönyv | 5× 2×               | Gigantium, Aalborg Nézőszám: 4327 Játékvezetők: Baďura, Ondogrecula (SVK) |

| 2018. március 4. 19:00 | Paris Saint-Germain | 29–29       | THW Kiel | Halle Georges Carpentier, Párizs Nézőszám: 3300 Játékvezetők: Sondors, Līcis (LAT) |
| 2018. március 4. 19:00 | Remili 5            | (16–11)     | Vujin 11 | Halle Georges Carpentier, Párizs Nézőszám: 3300 Játékvezetők: Sondors, Līcis (LAT) |
| 2018. március 4. 19:00 | 7× 3× 1×            | Jegyzőkönyv | 7× 2× 1× | Halle Georges Carpentier, Párizs Nézőszám: 3300 Játékvezetők: Sondors, Līcis (LAT) |

### C csoport
| #  | Csapat                | M  | Gy | D | V | G+  | G–  | Gk  | P  |
| -- | --------------------- | -- | -- | - | - | --- | --- | --- | -- |
| 1. | Skjern Håndbold       | 10 | 8  | 0 | 2 | 326 | 252 | +74 | 16 |
| 2. | Ademar León           | 10 | 6  | 0 | 4 | 270 | 270 | 0   | 12 |
| 3. | Gorenje Velenje       | 10 | 6  | 0 | 4 | 271 | 271 | 0   | 12 |
| 4. | Elverum Håndball      | 10 | 5  | 0 | 5 | 287 | 304 | –17 | 10 |
| 5. | Kadetten Schaffhausen | 10 | 4  | 0 | 6 | 263 | 274 | –11 | 8  |
| 6. | Dinamo București      | 10 | 1  | 0 | 9 | 278 | 324 | –46 | 2  |

| 2017. szeptember 14. 20:15 | Kadetten Schaffhausen | 36–30       | Elverum Håndball | BBC-Arena, Schaffhausen Nézőszám: 1050 Játékvezetők: Gasmi, Gasmi (FRA) |
| 2017. szeptember 14. 20:15 | Maros 6               | (17–15)     | Gulliksen 8      | BBC-Arena, Schaffhausen Nézőszám: 1050 Játékvezetők: Gasmi, Gasmi (FRA) |
| 2017. szeptember 14. 20:15 | 6× 2×                 | Jegyzőkönyv | 1× 2×            | BBC-Arena, Schaffhausen Nézőszám: 1050 Játékvezetők: Gasmi, Gasmi (FRA) |

| 2017. szeptember 17. 16:50 | Skjern Håndbold      | 39–28       | Dinamo București | Skjern Bank Arena, Skjern Nézőszám: 1120 Játékvezetők: Baranowski, Lemanowicz (POL) |
| 2017. szeptember 17. 16:50 | Konradsson, Olsson 6 | (19–11)     | Hajducsenko 6    | Skjern Bank Arena, Skjern Nézőszám: 1120 Játékvezetők: Baranowski, Lemanowicz (POL) |
| 2017. szeptember 17. 16:50 | 2×                   | Jegyzőkönyv | 3× 2×            | Skjern Bank Arena, Skjern Nézőszám: 1120 Játékvezetők: Baranowski, Lemanowicz (POL) |

| 2017. szeptember 17. 17:00 | Gorenje Velenje        | 23–22       | Ademar León | Rdeča dvorana, Velenje Nézőszám: 1000 Játékvezetők: Kiyashko, Kiselev (RUS) |
| 2017. szeptember 17. 17:00 | Grebenc, Niko Medved 6 | (12–10)     | García 7    | Rdeča dvorana, Velenje Nézőszám: 1000 Játékvezetők: Kiyashko, Kiselev (RUS) |
| 2017. szeptember 17. 17:00 | 3× 2×                  | Jegyzőkönyv | 1× 3×       | Rdeča dvorana, Velenje Nézőszám: 1000 Játékvezetők: Kiyashko, Kiselev (RUS) |

| 2017. szeptember 23. 17:00 | Elverum Håndball | 27–32       | Skjern Håndbold     | Elverumshallen, Elverum Nézőszám: 1790 Játékvezetők: Schulze, Tönnies (GER) |
| 2017. szeptember 23. 17:00 | Gulliksen 6      | (11–17)     | Eggert, Rasmussen 7 | Elverumshallen, Elverum Nézőszám: 1790 Játékvezetők: Schulze, Tönnies (GER) |
| 2017. szeptember 23. 17:00 | 2× 2×            | Jegyzőkönyv | 4× 2×               | Elverumshallen, Elverum Nézőszám: 1790 Játékvezetők: Schulze, Tönnies (GER) |

| 2017. szeptember 23. 20:00 | Dinamo București      | 26–27       | Gorenje Velenje | Dinamo Polyvalent Hall, Bukarest Nézőszám: 1500 Játékvezetők: Brkic, Jusufhodzic (AUT) |
| 2017. szeptember 23. 20:00 | Descat, Hajducsenko 5 | (10–9)      | Brumen 8        | Dinamo Polyvalent Hall, Bukarest Nézőszám: 1500 Játékvezetők: Brkic, Jusufhodzic (AUT) |
| 2017. szeptember 23. 20:00 | 2× 3×                 | Jegyzőkönyv | 2× 3×           | Dinamo Polyvalent Hall, Bukarest Nézőszám: 1500 Játékvezetők: Brkic, Jusufhodzic (AUT) |

| 2017. szeptember 24. 17:00 | Ademar León | 29–28       | Kadetten Schaffhausen | Palacio de los Deportes de León, León Nézőszám: 2500 Játékvezetők: Mandák, Rudinský (SVK) |
| 2017. szeptember 24. 17:00 | Costoya 7   | (14–13)     | Osztrusko 6           | Palacio de los Deportes de León, León Nézőszám: 2500 Játékvezetők: Mandák, Rudinský (SVK) |
| 2017. szeptember 24. 17:00 | 3× 3×       | Jegyzőkönyv | 5× 4×                 | Palacio de los Deportes de León, León Nézőszám: 2500 Játékvezetők: Mandák, Rudinský (SVK) |

| 2017. szeptember 27. 19:00 | Dinamo București | 29–28       | Kadetten Schaffhausen | Dinamo Polyvalent Hall, Bukarest Nézőszám: 1700 Játékvezetők: Konjičanin, Konjičanin (BIH) |
| 2017. szeptember 27. 19:00 | Descat, Esteki 5 | (14–12)     | Liniger 10            | Dinamo Polyvalent Hall, Bukarest Nézőszám: 1700 Játékvezetők: Konjičanin, Konjičanin (BIH) |
| 2017. szeptember 27. 19:00 | 4× 2×            | Jegyzőkönyv | 1× 2×                 | Dinamo Polyvalent Hall, Bukarest Nézőszám: 1700 Játékvezetők: Konjičanin, Konjičanin (BIH) |

| 2017. október 1. 17:00 | Ademar León     | 26–30       | Elverum Håndball | Palacio de los Deportes de León, León Nézőszám: 2500 Játékvezetők: Freitas, Carvalho (POR) |
| 2017. október 1. 17:00 | három játékos 4 | (10–12)     | Frederiksen 6    | Palacio de los Deportes de León, León Nézőszám: 2500 Játékvezetők: Freitas, Carvalho (POR) |
| 2017. október 1. 17:00 | 2× 2×           | Jegyzőkönyv | 4× 2×            | Palacio de los Deportes de León, León Nézőszám: 2500 Játékvezetők: Freitas, Carvalho (POR) |

| 2017. október 1. 17:00 | Gorenje Velenje  | 31–29       | Skjern Håndbold | Rdeča dvorana, Velenje Nézőszám: 2500 Játékvezetők: Tzaferopoulos, Bethmann (GRE) |
| 2017. október 1. 17:00 | Toskić, Medved 5 | (15–14)     | Olsson 9        | Rdeča dvorana, Velenje Nézőszám: 2500 Játékvezetők: Tzaferopoulos, Bethmann (GRE) |
| 2017. október 1. 17:00 | 5× 3×            | Jegyzőkönyv | 5× 3×           | Rdeča dvorana, Velenje Nézőszám: 2500 Játékvezetők: Tzaferopoulos, Bethmann (GRE) |

| 2017. október 5. 20:15 | Kadetten Schaffhausen | 31–28       | Gorenje Velenje | BBC-Arena, Schaffhausen Nézőszám: 3500 Játékvezetők: Covalciuc, Covalciuc (MDA) |
| 2017. október 5. 20:15 | Császár 9             | (14–14)     | Grebenc 6       | BBC-Arena, Schaffhausen Nézőszám: 3500 Játékvezetők: Covalciuc, Covalciuc (MDA) |
| 2017. október 5. 20:15 | 7× 2×                 | Jegyzőkönyv | 3× 3×           | BBC-Arena, Schaffhausen Nézőszám: 3500 Játékvezetők: Covalciuc, Covalciuc (MDA) |

| 2017. október 8. 15:10 | Skjern Håndbold  | 33–25       | Ademar León      | Skjern Bank Arena, Skjern Nézőszám: 2810 Játékvezetők: Nabokau, Kulik (BLR) |
| 2017. október 8. 15:10 | Eggert, Olsson 8 | (18–15)     | Costoya, López 5 | Skjern Bank Arena, Skjern Nézőszám: 2810 Játékvezetők: Nabokau, Kulik (BLR) |
| 2017. október 8. 15:10 | 3× 1×            | Jegyzőkönyv | 3× 4×            | Skjern Bank Arena, Skjern Nézőszám: 2810 Játékvezetők: Nabokau, Kulik (BLR) |

| 2017. október 8. 17:00 | Elverum Håndball | 40–32       | Dinamo București | Elverumshallen, Elverum Nézőszám: 1760 Játékvezetők: Andorka, Hucker (HUN) |
| 2017. október 8. 17:00 | Lindboe 8        | (19–15)     | Mocanu 10        | Elverumshallen, Elverum Nézőszám: 1760 Játékvezetők: Andorka, Hucker (HUN) |
| 2017. október 8. 17:00 | 2× 1×            | Jegyzőkönyv | 3× 2×            | Elverumshallen, Elverum Nézőszám: 1760 Játékvezetők: Andorka, Hucker (HUN) |

| 2017. október 12. 20:15 | Kadetten Schaffhausen | 25–24       | Skjern Håndbold | BBC-Arena, Schaffhausen Nézőszám: 1190 Játékvezetők: Bonifert, Oláh (HUN) |
| 2017. október 12. 20:15 | Császár 9             | (9–13)      | Olsson 6        | BBC-Arena, Schaffhausen Nézőszám: 1190 Játékvezetők: Bonifert, Oláh (HUN) |
| 2017. október 12. 20:15 | 4× 3×                 | Jegyzőkönyv | 3× 2×           | BBC-Arena, Schaffhausen Nézőszám: 1190 Játékvezetők: Bonifert, Oláh (HUN) |

| 2017. október 15. 17:00 | Dinamo București     | 24–28       | Ademar León       | Dinamo Polyvalent Hall, Bukarest Nézőszám: 1500 Játékvezetők: Erdoğan, Özdeniz (TUR) |
| 2017. október 15. 17:00 | Descat, Gavriloaia 5 | (13–17)     | Sanchez, Vieyra 6 | Dinamo Polyvalent Hall, Bukarest Nézőszám: 1500 Játékvezetők: Erdoğan, Özdeniz (TUR) |
| 2017. október 15. 17:00 | 5× 2×                | Jegyzőkönyv | 1× 2×             | Dinamo Polyvalent Hall, Bukarest Nézőszám: 1500 Játékvezetők: Erdoğan, Özdeniz (TUR) |

| 2017. október 15. 17:00 | Elverum Håndball | 29–28       | Gorenje Velenje | Elverumshallen, Elverum Nézőszám: 2270 Játékvezetők: Panayides, Andreou (CYP) |
| 2017. október 15. 17:00 | Mehr 5           | (17–14)     | Cehte 9         | Elverumshallen, Elverum Nézőszám: 2270 Játékvezetők: Panayides, Andreou (CYP) |
| 2017. október 15. 17:00 | 1× 3×            | Jegyzőkönyv | 3× 1×           | Elverumshallen, Elverum Nézőszám: 2270 Játékvezetők: Panayides, Andreou (CYP) |

| 2017. november 4. 19:30 | Ademar León | 32–29       | Dinamo București | Palacio de los Deportes de León, León Nézőszám: 3000 Játékvezetők: Baumgart, Wild (GER) |
| 2017. november 4. 19:30 | Fernández 9 | (18–15)     | Hajducsenko 8    | Palacio de los Deportes de León, León Nézőszám: 3000 Játékvezetők: Baumgart, Wild (GER) |
| 2017. november 4. 19:30 | 3× 2×       | Jegyzőkönyv | 6×               | Palacio de los Deportes de León, León Nézőszám: 3000 Játékvezetők: Baumgart, Wild (GER) |

| 2017. november 4. 19:30 | Gorenje Velenje | 30–21       | Elverum Håndball | Rdeča dvorana, Velenje Nézőszám: 1200 Játékvezetők: Kouz, Zhoba (UKR) |
| 2017. november 4. 19:30 | Ovniček 7       | (14–12)     | Hanisch 4        | Rdeča dvorana, Velenje Nézőszám: 1200 Játékvezetők: Kouz, Zhoba (UKR) |
| 2017. november 4. 19:30 | 5× 1×           | Jegyzőkönyv | 2× 2×            | Rdeča dvorana, Velenje Nézőszám: 1200 Játékvezetők: Kouz, Zhoba (UKR) |

| 2017. november 5. 16:50 | Skjern Håndbold | 32–22       | Kadetten Schaffhausen | Skjern Bank Arena, Skjern Nézőszám: 2863 Játékvezetők: Leandersson, Lindroos (FIN) |
| 2017. november 5. 16:50 | Eggert 7        | (13–13)     | Császár 6             | Skjern Bank Arena, Skjern Nézőszám: 2863 Játékvezetők: Leandersson, Lindroos (FIN) |
| 2017. november 5. 16:50 | 4× 4×           | Jegyzőkönyv | 7× 3× 1×              | Skjern Bank Arena, Skjern Nézőszám: 2863 Játékvezetők: Leandersson, Lindroos (FIN) |

| 2017. november 8. 19:00 | Elverum Håndball | 26–22       | Kadetten Schaffhausen | Elverumshallen, Elverum Nézőszám: 2400 Játékvezetők: Kiyashko, Kiselev (RUS) |
| 2017. november 8. 19:00 | Lindboe 8        | (12–9)      | Császár 4             | Elverumshallen, Elverum Nézőszám: 2400 Játékvezetők: Kiyashko, Kiselev (RUS) |
| 2017. november 8. 19:00 | 4× 3×            | Jegyzőkönyv | 6× 3×                 | Elverumshallen, Elverum Nézőszám: 2400 Játékvezetők: Kiyashko, Kiselev (RUS) |

| 2017. november 9. 18:00 | Dinamo București    | 23–36       | Skjern Håndbold | Dinamo Polyvalent Hall, Bukarest Nézőszám: 700 Játékvezetők: Vesović, Mitrović (MNE) |
| 2017. november 9. 18:00 | Mironescu, Descat 5 | (8–18)      | Christensen 6   | Dinamo Polyvalent Hall, Bukarest Nézőszám: 700 Játékvezetők: Vesović, Mitrović (MNE) |
| 2017. november 9. 18:00 | 4× 3×               | Jegyzőkönyv | 4× 3× 1×        | Dinamo Polyvalent Hall, Bukarest Nézőszám: 700 Játékvezetők: Vesović, Mitrović (MNE) |

| 2017. november 11. 19:30 | Ademar León         | 28–24       | Gorenje Velenje | Palacio de los Deportes de León, León Nézőszám: 2000 Játékvezetők: Leszczyński, Piechota (POL) |
| 2017. november 11. 19:30 | Vieyra, Fernández 5 | (15–13)     | Cehte, Medved 6 | Palacio de los Deportes de León, León Nézőszám: 2000 Játékvezetők: Leszczyński, Piechota (POL) |
| 2017. november 11. 19:30 | 2× 3×               | Jegyzőkönyv | 5× 3×           | Palacio de los Deportes de León, León Nézőszám: 2000 Játékvezetők: Leszczyński, Piechota (POL) |

| 2017. november 16. 19:00 | Gorenje Velenje | 33–29       | Dinamo București | Rdeča dvorana, Velenje Nézőszám: 1043 Játékvezetők: Gasmi, Gasmi (FRA) |
| 2017. november 16. 19:00 | Medved 8        | (17–15)     | Mocanu 7         | Rdeča dvorana, Velenje Nézőszám: 1043 Játékvezetők: Gasmi, Gasmi (FRA) |
| 2017. november 16. 19:00 | 2× 3×           | Jegyzőkönyv | 6× 3×            | Rdeča dvorana, Velenje Nézőszám: 1043 Játékvezetők: Gasmi, Gasmi (FRA) |

| 2017. november 16. 20:15 | Kadetten Schaffhausen | 23–24       | Ademar León | BBC-Arena, Schaffhausen Nézőszám: 1620 Játékvezetők: Bounouara, Sami (FRA) |
| 2017. november 16. 20:15 | Marković 8            | (10–15)     | García 7    | BBC-Arena, Schaffhausen Nézőszám: 1620 Játékvezetők: Bounouara, Sami (FRA) |
| 2017. november 16. 20:15 | 5× 3× 1×              | Jegyzőkönyv | 4× 3×       | BBC-Arena, Schaffhausen Nézőszám: 1620 Játékvezetők: Bounouara, Sami (FRA) |

| 2017. november 19. 16:50 | Skjern Håndbold | 35–25       | Elverum Håndball | Skjern Bank Arena, Skjern Nézőszám: 2617 Játékvezetők: Mandák, Rudinský (SVK) |
| 2017. november 19. 16:50 | Olsson 7        | (16–12)     | Poklar 5         | Skjern Bank Arena, Skjern Nézőszám: 2617 Játékvezetők: Mandák, Rudinský (SVK) |
| 2017. november 19. 16:50 | 5× 3×           | Jegyzőkönyv | 4× 2×            | Skjern Bank Arena, Skjern Nézőszám: 2617 Játékvezetők: Mandák, Rudinský (SVK) |

| 2017. november 25. 19:30 | Gorenje Velenje   | 27–21       | Kadetten Schaffhausen | Rdeča dvorana, Velenje Nézőszám: 1580 Játékvezetők: Erdoğan, Özdeniz (TUR) |
| 2017. november 25. 19:30 | Medved, Ovniček 5 | (10–11)     | Pendic 7              | Rdeča dvorana, Velenje Nézőszám: 1580 Játékvezetők: Erdoğan, Özdeniz (TUR) |
| 2017. november 25. 19:30 | 5× 2×             | Jegyzőkönyv | 8× 3× 2×              | Rdeča dvorana, Velenje Nézőszám: 1580 Játékvezetők: Erdoğan, Özdeniz (TUR) |

| 2017. november 25. 19:30 | Ademar León     | 26–31       | Skjern Håndbold | Palacio de los Deportes de León, León Nézőszám: 4000 Játékvezetők: Kiyashko, Kiselev (RUS) |
| 2017. november 25. 19:30 | három játékos 5 | (12–13)     | Myrhol 10       | Palacio de los Deportes de León, León Nézőszám: 4000 Játékvezetők: Kiyashko, Kiselev (RUS) |
| 2017. november 25. 19:30 | 1× 1×           | Jegyzőkönyv | 2× 2×           | Palacio de los Deportes de León, León Nézőszám: 4000 Játékvezetők: Kiyashko, Kiselev (RUS) |

| 2017. november 26. 17:00 | Dinamo București | 33–34       | Elverum Håndball | Dinamo Polyvalent Hall, Bukarest Nézőszám: 800 Játékvezetők: Cindrić, Gonzurek (CRO) |
| 2017. november 26. 17:00 | Sandru 10        | (16–16)     | Lindboe 13       | Dinamo Polyvalent Hall, Bukarest Nézőszám: 800 Játékvezetők: Cindrić, Gonzurek (CRO) |
| 2017. november 26. 17:00 | 4× 3×            | Jegyzőkönyv | 3×               | Dinamo Polyvalent Hall, Bukarest Nézőszám: 800 Játékvezetők: Cindrić, Gonzurek (CRO) |

| 2017. november 30. 20:15 | Kadetten Schaffhausen | 27–25       | Dinamo București | BBC-Arena, Schaffhausen Nézőszám: 1310 Játékvezetők: Pandžić, Mosorinski (SRB) |
| 2017. november 30. 20:15 | Tominec 8             | (14–14)     | Komogorov 9      | BBC-Arena, Schaffhausen Nézőszám: 1310 Játékvezetők: Pandžić, Mosorinski (SRB) |
| 2017. november 30. 20:15 | 1× 3×                 | Jegyzőkönyv | 6× 3×            | BBC-Arena, Schaffhausen Nézőszám: 1310 Játékvezetők: Pandžić, Mosorinski (SRB) |

| 2017. december 3. 16:50 | Skjern Håndbold | 35–20       | Gorenje Velenje | Skjern Bank Arena, Skjern Nézőszám: 2411 Játékvezetők: Harabagiu, Stănescu (ROU) |
| 2017. december 3. 16:50 | Olsson 7        | (18–9)      | Cehte, Toskić 4 | Skjern Bank Arena, Skjern Nézőszám: 2411 Játékvezetők: Harabagiu, Stănescu (ROU) |
| 2017. december 3. 16:50 | 4× 3×           | Jegyzőkönyv | 3× 3×           | Skjern Bank Arena, Skjern Nézőszám: 2411 Játékvezetők: Harabagiu, Stănescu (ROU) |

| 2017. december 3. 17:00 | Elverum Håndball | 25–30       | Ademar León | Elverumshallen, Elverum Nézőszám: 2280 Játékvezetők: Konjičanin, Konjičanin (BIH) |
| 2017. december 3. 17:00 | Poklar 5         | (13–13)     | López 6     | Elverumshallen, Elverum Nézőszám: 2280 Játékvezetők: Konjičanin, Konjičanin (BIH) |
| 2017. december 3. 17:00 | 2× 3×            | Jegyzőkönyv | 3× 2×       | Elverumshallen, Elverum Nézőszám: 2280 Játékvezetők: Konjičanin, Konjičanin (BIH) |

### D csoport
| #  | Csapat                | M  | Gy | D | V | G+  | G–  | Gk  | P  |
| -- | --------------------- | -- | -- | - | - | --- | --- | --- | -- |
| 1. | Montpellier           | 10 | 8  | 0 | 2 | 309 | 267 | +42 | 16 |
| 2. | Motor Zaporizzsja     | 10 | 6  | 3 | 1 | 294 | 263 | +31 | 15 |
| 3. | Beşiktaş              | 10 | 5  | 1 | 4 | 293 | 296 | –3  | 11 |
| 4. | Sporting              | 10 | 4  | 0 | 6 | 293 | 297 | –4  | 8  |
| 5. | Metalurg Szkopje      | 10 | 2  | 1 | 7 | 262 | 293 | –31 | 5  |
| 6. | Csehovszkije Medvegyi | 10 | 2  | 1 | 7 | 271 | 306 | –35 | 5  |

| 2017. szeptember 14. 18:15 | Motor Zaporizzsja | 36–23       | Csehovszkije Medvegyi | Kharkiv Sport Hall, Harkiv Nézőszám: 2700 Játékvezetők: Piechota, Leszczyński (POL) |
| 2017. szeptember 14. 18:15 | Malašinskas 7     | (21–16)     | Kornyev, Szantalov 4  | Kharkiv Sport Hall, Harkiv Nézőszám: 2700 Játékvezetők: Piechota, Leszczyński (POL) |
| 2017. szeptember 14. 18:15 | 3× 3×             | Jegyzőkönyv | 3× 3× 1×              | Kharkiv Sport Hall, Harkiv Nézőszám: 2700 Játékvezetők: Piechota, Leszczyński (POL) |

| 2017. szeptember 16. 17:30 | Montpellier | 32–22       | Metalurg Szkopje | Park&Suites Arena, Montpellier Nézőszám: 2900 Játékvezetők: Madsen, Mortensen (DEN) |
| 2017. szeptember 16. 17:30 | Guigou 6    | (19–11)     | Jaganjac 6       | Park&Suites Arena, Montpellier Nézőszám: 2900 Játékvezetők: Madsen, Mortensen (DEN) |
| 2017. szeptember 16. 17:30 | 2× 2×       | Jegyzőkönyv | 3× 3×            | Park&Suites Arena, Montpellier Nézőszám: 2900 Játékvezetők: Madsen, Mortensen (DEN) |

| 2017. szeptember 17. 17:00 | Beşiktaş | 26–30       | Sporting   | İzmit Arena, Isztambul Nézőszám: 1000 Játékvezetők: Andorka, Hucker (HUN) |
| 2017. szeptember 17. 17:00 | Döne 10  | (16–17)     | Nikčević 6 | İzmit Arena, Isztambul Nézőszám: 1000 Játékvezetők: Andorka, Hucker (HUN) |
| 2017. szeptember 17. 17:00 | 3× 2×    | Jegyzőkönyv | 2× 2×      | İzmit Arena, Isztambul Nézőszám: 1000 Játékvezetők: Andorka, Hucker (HUN) |

| 2017. szeptember 23. 16:00 | Csehovszkije Medvegyi | 24–28       | Montpellier | Olimpiysky Sport Palace, Csehov Nézőszám: 900 Játékvezetők: Baumgart, Wild (GER) |
| 2017. szeptember 23. 16:00 | Szantalov 5           | (13–14)     | Porte 8     | Olimpiysky Sport Palace, Csehov Nézőszám: 900 Játékvezetők: Baumgart, Wild (GER) |
| 2017. szeptember 23. 16:00 | 3× 3×                 | Jegyzőkönyv | 2× 3×       | Olimpiysky Sport Palace, Csehov Nézőszám: 900 Játékvezetők: Baumgart, Wild (GER) |

| 2017. szeptember 24. 17:00 | Metalurg Szkopje | 27–31       | Beşiktaş     | Boris Trajkovski Sports Center, Szkopje Nézőszám: 2000 Játékvezetők: Nabokau, Kulik (BLR) |
| 2017. szeptember 24. 17:00 | Jaganjac 9       | (14–14)     | Döne, Nuić 7 | Boris Trajkovski Sports Center, Szkopje Nézőszám: 2000 Játékvezetők: Nabokau, Kulik (BLR) |
| 2017. szeptember 24. 17:00 | 1× 2×            | Jegyzőkönyv | 2× 4×        | Boris Trajkovski Sports Center, Szkopje Nézőszám: 2000 Játékvezetők: Nabokau, Kulik (BLR) |

| 2017. szeptember 24. 18:00 | Sporting | 23–31       | Motor Zaporizzsja | Pavilhão João Rocha, Lisszabon Nézőszám: 1410 Játékvezetők: Harabagiu, Stănescu (ROU) |
| 2017. szeptember 24. 18:00 | Araújo 6 | (11–15)     | Kozakevics 7      | Pavilhão João Rocha, Lisszabon Nézőszám: 1410 Játékvezetők: Harabagiu, Stănescu (ROU) |
| 2017. szeptember 24. 18:00 | 5× 2× 1× | Jegyzőkönyv | 6× 3×             | Pavilhão João Rocha, Lisszabon Nézőszám: 1410 Játékvezetők: Harabagiu, Stănescu (ROU) |

| 2017. szeptember 30. 16:00 | Csehovszkije Medvegyi | 27–29       | Beşiktaş         | Olimpiysky Sport Palace, Csehov Nézőszám: 1220 Játékvezetők: Leandersson, Lindroos (FIN) |
| 2017. szeptember 30. 16:00 | Szantalov 6           | (17–13)     | Döne, Vražalić 6 | Olimpiysky Sport Palace, Csehov Nézőszám: 1220 Játékvezetők: Leandersson, Lindroos (FIN) |
| 2017. szeptember 30. 16:00 | 4× 4× 1×              | Jegyzőkönyv | 4× 3×            | Olimpiysky Sport Palace, Csehov Nézőszám: 1220 Játékvezetők: Leandersson, Lindroos (FIN) |

| 2017. szeptember 30. 17:30 | Metalurg Szkopje | 28–27       | Sporting   | Boris Trajkovski Sports Center, Szkopje Nézőszám: 2820 Játékvezetők: Covalciuc, Covalciuc (MDA) |
| 2017. szeptember 30. 17:30 | Kuzmanovski 6    | (17–13)     | Carneiro 6 | Boris Trajkovski Sports Center, Szkopje Nézőszám: 2820 Játékvezetők: Covalciuc, Covalciuc (MDA) |
| 2017. szeptember 30. 17:30 | 2× 4×            | Jegyzőkönyv | 6× 2×      | Boris Trajkovski Sports Center, Szkopje Nézőszám: 2820 Játékvezetők: Covalciuc, Covalciuc (MDA) |

| 2017. október 1. 17:00 | Montpellier | 28–20       | Motor Zaporizzsja | Park&Suites Arena, Montpellier Nézőszám: 3000 Játékvezetők: Horváth, Marton (HUN) |
| 2017. október 1. 17:00 | Porte 6     | (18–13)     | Paczkowski 6      | Park&Suites Arena, Montpellier Nézőszám: 3000 Játékvezetők: Horváth, Marton (HUN) |
| 2017. október 1. 17:00 | 3× 2×       | Jegyzőkönyv | 3× 2×             | Park&Suites Arena, Montpellier Nézőszám: 3000 Játékvezetők: Horváth, Marton (HUN) |

| 2017. október 4. 20:00 | Sporting | 31–30       | Csehovszkije Medvegyi | Pavilhão João Rocha, Lisszabon Nézőszám: 600 Játékvezetők: Lah, Sok (SLO) |
| 2017. október 4. 20:00 | Carol 7  | (20–17)     | Osztascsenko 7        | Pavilhão João Rocha, Lisszabon Nézőszám: 600 Játékvezetők: Lah, Sok (SLO) |
| 2017. október 4. 20:00 | 5× 2×    | Jegyzőkönyv | 1× 2×                 | Pavilhão João Rocha, Lisszabon Nézőszám: 600 Játékvezetők: Lah, Sok (SLO) |

| 2017. október 8. 16:00 | Beşiktaş | 32–36       | Montpellier | İzmit Arena, Isztambul Nézőszám: 1100 Játékvezetők: Leszczynski, Piechota (POL) |
| 2017. október 8. 16:00 | Döne 10  | (16–20)     | Kavtičnik 7 | İzmit Arena, Isztambul Nézőszám: 1100 Játékvezetők: Leszczynski, Piechota (POL) |
| 2017. október 8. 16:00 | 4× 3×    | Jegyzőkönyv | 4× 2×       | İzmit Arena, Isztambul Nézőszám: 1100 Játékvezetők: Leszczynski, Piechota (POL) |

| 2017. október 8. 16:00 | Motor Zaporizzsja | 28–28       | Metalurg Szkopje    | Kharkiv Sport Hall, Harkiv Nézőszám: 2400 Játékvezetők: Bounouara, Sami (FRA) |
| 2017. október 8. 16:00 | Deniszov 8        | (12–18)     | Gugleta, Jaganjac 7 | Kharkiv Sport Hall, Harkiv Nézőszám: 2400 Játékvezetők: Bounouara, Sami (FRA) |
| 2017. október 8. 16:00 | 3× 3×             | Jegyzőkönyv | 2× 2×               | Kharkiv Sport Hall, Harkiv Nézőszám: 2400 Játékvezetők: Bounouara, Sami (FRA) |

| 2017. október 14. 16:00 | Beşiktaş  | 28–28       | Motor Zaporizzsja | İzmit Arena, Isztambul Nézőszám: 940 Játékvezetők: Pandžić, Mosorinski (SRB) |
| 2017. október 14. 16:00 | Pribak 12 | (14–17)     | Szoroka 7         | İzmit Arena, Isztambul Nézőszám: 940 Játékvezetők: Pandžić, Mosorinski (SRB) |
| 2017. október 14. 16:00 | 6× 4× 1×  | Jegyzőkönyv | 3× 3×             | İzmit Arena, Isztambul Nézőszám: 940 Játékvezetők: Pandžić, Mosorinski (SRB) |

| 2017. október 14. 16:00 | Csehovszkije Medvegyi | 26–32       | Metalurg Szkopje | Olimpiysky Sport Palace, Csehov Nézőszám: 1400 Játékvezetők: Jørum, Kleven (NOR) |
| 2017. október 14. 16:00 | Szantalov 6           | (15–15)     | Jaganjac 9       | Olimpiysky Sport Palace, Csehov Nézőszám: 1400 Játékvezetők: Jørum, Kleven (NOR) |
| 2017. október 14. 16:00 | 3× 1×                 | Jegyzőkönyv | 4× 2×            | Olimpiysky Sport Palace, Csehov Nézőszám: 1400 Játékvezetők: Jørum, Kleven (NOR) |

| 2017. október 15. 18:00 | Sporting | 29–33       | Montpellier                  | Pavilhão João Rocha, Lisszabon Nézőszám: 1502 Játékvezetők: Konjičanin, Konjičanin (BIH) |
| 2017. október 15. 18:00 | Araújo 6 | (11–19)     | Richardson, Truchanovicius 6 | Pavilhão João Rocha, Lisszabon Nézőszám: 1502 Játékvezetők: Konjičanin, Konjičanin (BIH) |
| 2017. október 15. 18:00 | 5× 3×    | Jegyzőkönyv | 5× 3×                        | Pavilhão João Rocha, Lisszabon Nézőszám: 1502 Játékvezetők: Konjičanin, Konjičanin (BIH) |

| 2017. november 4. 17:00 | Motor Zaporizzsja | 28–22       | Beşiktaş         | Kharkiv Sport Hall, Harkiv Nézőszám: 2300 Játékvezetők: Cindrić, Gonzurek (CRO) |
| 2017. november 4. 17:00 | Puhovszki 8       | (12–11)     | Faruk Vražalić 8 | Kharkiv Sport Hall, Harkiv Nézőszám: 2300 Játékvezetők: Cindrić, Gonzurek (CRO) |
| 2017. november 4. 17:00 | 4× 3×             | Jegyzőkönyv | 3× 3×            | Kharkiv Sport Hall, Harkiv Nézőszám: 2300 Játékvezetők: Cindrić, Gonzurek (CRO) |

| 2017. november 4. 17:30 | Montpellier               | 33–32       | Sporting    | Park&Suites Arena, Montpellier Nézőszám: 3000 Játékvezetők: Brunner, Salah (SUI) |
| 2017. november 4. 17:30 | Benjamin Afgour Simonet 6 | (16–17)     | Nikčević 11 | Park&Suites Arena, Montpellier Nézőszám: 3000 Játékvezetők: Brunner, Salah (SUI) |
| 2017. november 4. 17:30 | 4× 2×                     | Jegyzőkönyv | 7× 1×       | Park&Suites Arena, Montpellier Nézőszám: 3000 Játékvezetők: Brunner, Salah (SUI) |

| 2017. november 5. 17:00 | Metalurg Szkopje | 26–29       | Csehovszkije Medvegyi | Boris Trajkovski Sports Center, Szkopje Nézőszám: 2500 Játékvezetők: Hermann, Madsen (DEN) |
| 2017. november 5. 17:00 | Anđelić 5        | (12–17)     | Szantalov 7           | Boris Trajkovski Sports Center, Szkopje Nézőszám: 2500 Játékvezetők: Hermann, Madsen (DEN) |
| 2017. november 5. 17:00 | 2× 3×            | Jegyzőkönyv | 5× 2×                 | Boris Trajkovski Sports Center, Szkopje Nézőszám: 2500 Játékvezetők: Hermann, Madsen (DEN) |

| 2017. november 11. 14:00 | Csehovszkije Medvegyi | 30–30       | Motor Zaporizzsja | Olimpiysky Sport Palace, Csehov Nézőszám: 1300 Játékvezetők: Panayides, Andreou (CYP) |
| 2017. november 11. 14:00 | Szantalov 10          | (15–17)     | Malašinskas 7     | Olimpiysky Sport Palace, Csehov Nézőszám: 1300 Játékvezetők: Panayides, Andreou (CYP) |
| 2017. november 11. 14:00 | 3× 3×                 | Jegyzőkönyv | 3× 3×             | Olimpiysky Sport Palace, Csehov Nézőszám: 1300 Játékvezetők: Panayides, Andreou (CYP) |

| 2017. november 11. 19:00 | Sporting          | 34–27       | Beşiktaş | Pavilhão João Rocha, Lisszabon Nézőszám: 1114 Játékvezetők: Baumgart, Wild (GER) |
| 2017. november 11. 19:00 | Carol, Nikčević 6 | (17–12)     | Döne 7   | Pavilhão João Rocha, Lisszabon Nézőszám: 1114 Játékvezetők: Baumgart, Wild (GER) |
| 2017. november 11. 19:00 | 3× 2×             | Jegyzőkönyv | 5× 3×    | Pavilhão João Rocha, Lisszabon Nézőszám: 1114 Játékvezetők: Baumgart, Wild (GER) |

| 2017. november 12. 19:00 | Metalurg Szkopje | 21–27       | Montpellier     | Boris Trajkovski Sports Center, Szkopje Nézőszám: 2500 Játékvezetők: Álvarez, Bustamante (ESP) |
| 2017. november 12. 19:00 | három játékos 5  | (14–16)     | Caussé, Porte 6 | Boris Trajkovski Sports Center, Szkopje Nézőszám: 2500 Játékvezetők: Álvarez, Bustamante (ESP) |
| 2017. november 12. 19:00 | 3× 3×            | Jegyzőkönyv | 3× 2×           | Boris Trajkovski Sports Center, Szkopje Nézőszám: 2500 Játékvezetők: Álvarez, Bustamante (ESP) |

| 2017. november 18. 15:00 | Beşiktaş            | 32–29       | Metalurg Szkopje | İzmit Arena, Isztambul Nézőszám: 1500 Játékvezetők: Brkic, Jusufhodzic (AUT) |
| 2017. november 18. 15:00 | Vražalić, Özbahar 7 | (13–15)     | Kuzmanovski 6    | İzmit Arena, Isztambul Nézőszám: 1500 Játékvezetők: Brkic, Jusufhodzic (AUT) |
| 2017. november 18. 15:00 | 5× 3×               | Jegyzőkönyv | 4× 3×            | İzmit Arena, Isztambul Nézőszám: 1500 Játékvezetők: Brkic, Jusufhodzic (AUT) |

| 2017. november 18. 17:00 | Motor Zaporizzsja | 32–29       | Sporting | Kharkiv Sport Hall, Harkiv Nézőszám: 2400 Játékvezetők: Gousko, Repkin (BLR) |
| 2017. november 18. 17:00 | Malašinskas 8     | (14–15)     | Carol 7  | Kharkiv Sport Hall, Harkiv Nézőszám: 2400 Játékvezetők: Gousko, Repkin (BLR) |
| 2017. november 18. 17:00 | 2× 3× 1×          | Jegyzőkönyv | 4× 3× 1× | Kharkiv Sport Hall, Harkiv Nézőszám: 2400 Játékvezetők: Gousko, Repkin (BLR) |

| 2017. november 19. 19:00 | Montpellier | 34–23       | Csehovszkije Medvegyi | Park&Suites Arena, Montpellier Nézőszám: 2850 Játékvezetők: Katsikis, Michailidis (GRE) |
| 2017. november 19. 19:00 | Caussé 6    | (15–11)     | Szantalov 5           | Park&Suites Arena, Montpellier Nézőszám: 2850 Játékvezetők: Katsikis, Michailidis (GRE) |
| 2017. november 19. 19:00 | 5× 1×       | Jegyzőkönyv | 4× 4×                 | Park&Suites Arena, Montpellier Nézőszám: 2850 Játékvezetők: Katsikis, Michailidis (GRE) |

| 2017. november 25. 14:00 | Csehovszkije Medvegyi | 30–27       | Sporting | Olimpiysky Sport Palace, Csehov Nézőszám: 1000 Játékvezetők: Covalciuc, Covalciuc (MDA) |
| 2017. november 25. 14:00 | Kuretkov 8            | (16–13)     | Rocha 9  | Olimpiysky Sport Palace, Csehov Nézőszám: 1000 Játékvezetők: Covalciuc, Covalciuc (MDA) |
| 2017. november 25. 14:00 | 1× 2× 1×              | Jegyzőkönyv | 3× 3×    | Olimpiysky Sport Palace, Csehov Nézőszám: 1000 Játékvezetők: Covalciuc, Covalciuc (MDA) |

| 2017. november 25. 17:30 | Metalurg Szkopje | 22–30       | Motor Zaporizzsja | Boris Trajkovski Sports Center, Szkopje Nézőszám: 2000 Játékvezetők: Opava, Válek (CZE) |
| 2017. november 25. 17:30 | Dimitrievski 5   | (11–16)     | Kozakevics 5      | Boris Trajkovski Sports Center, Szkopje Nézőszám: 2000 Játékvezetők: Opava, Válek (CZE) |
| 2017. november 25. 17:30 | 2× 2×            | Jegyzőkönyv | 5× 4×             | Boris Trajkovski Sports Center, Szkopje Nézőszám: 2000 Játékvezetők: Opava, Válek (CZE) |

| 2017. november 26. 17:00 | Montpellier      | 28–33       | Beşiktaş       | Park&Suites Arena, Montpellier Nézőszám: 2800 Játékvezetők: Herczeg, Südi (HUN) |
| 2017. november 26. 17:00 | Truchanovicius 6 | (14–19)     | négy játékos 6 | Park&Suites Arena, Montpellier Nézőszám: 2800 Játékvezetők: Herczeg, Südi (HUN) |
| 2017. november 26. 17:00 | 3× 3×            | Jegyzőkönyv | 3× 3×          | Park&Suites Arena, Montpellier Nézőszám: 2800 Játékvezetők: Herczeg, Südi (HUN) |

| 2017. december 2. 21:00 | Sporting        | 31–27       | Metalurg Szkopje | Pavilhão João Rocha, Lisszabon Nézőszám: 415 Játékvezetők: Bonifert, Oláh (HUN) |
| 2017. december 2. 21:00 | Carol, Ruesga 7 | (12–15)     | Ilić 6           | Pavilhão João Rocha, Lisszabon Nézőszám: 415 Játékvezetők: Bonifert, Oláh (HUN) |
| 2017. december 2. 21:00 | 5× 3×           | Jegyzőkönyv | 7× 2× 1×         | Pavilhão João Rocha, Lisszabon Nézőszám: 415 Játékvezetők: Bonifert, Oláh (HUN) |

| 2017. december 3. 15:00 | Motor Zaporizzsja | 31–30       | Montpellier | Kharkiv Sport Hall, Harkiv Nézőszám: 2400 Játékvezetők: Boričić, Marković (SRB) |
| 2017. december 3. 15:00 | Puhovszki 8       | (14–12)     | Kavtičnik 6 | Kharkiv Sport Hall, Harkiv Nézőszám: 2400 Játékvezetők: Boričić, Marković (SRB) |
| 2017. december 3. 15:00 | 5× 3×             | Jegyzőkönyv | 2× 3×       | Kharkiv Sport Hall, Harkiv Nézőszám: 2400 Játékvezetők: Boričić, Marković (SRB) |

| 2017. december 3. 15:00 | Beşiktaş | 33–29       | Csehovszkije Medvegyi | İzmit Arena, Isztambul Nézőszám: 1000 Játékvezetők: Vesović, Mitrović (MNE) |
| 2017. december 3. 15:00 | Tomić 9  | (16–12)     | Szantalov 6           | İzmit Arena, Isztambul Nézőszám: 1000 Játékvezetők: Vesović, Mitrović (MNE) |
| 2017. december 3. 15:00 | 4× 3×    | Jegyzőkönyv | 2× 3×                 | İzmit Arena, Isztambul Nézőszám: 1000 Játékvezetők: Vesović, Mitrović (MNE) |

## Rájátszás
A C és D csoport első két helyezettje egy-egy oda-vissza vágós rájátszásban harcolhatja ki a legjobb 12 közé jutást.
| 1. csapat         | Össz. | 2. csapat       | 1. mérk. | 2. mérk. |
| ----------------- | ----- | --------------- | -------- | -------- |
| Ademar León       | 43–48 | Montpellier     | 24–28    | 19–20    |
| Motor Zaporizzsja | 58–63 | Skjern Håndbold | 32–30    | 26–33    |

| 2018. február 24. 19:30 | Ademar León | 24–28       | Montpellier  | Palacio de los Deportes de León, León Nézőszám: 4000 Játékvezetők: Schulze, Tönnies (GER) |
| 2018. február 24. 19:30 | Costoya 5   | (12–14)     | Richardson 8 | Palacio de los Deportes de León, León Nézőszám: 4000 Játékvezetők: Schulze, Tönnies (GER) |
| 2018. február 24. 19:30 | 1× 4×       | Jegyzőkönyv | 4× 2×        | Palacio de los Deportes de León, León Nézőszám: 4000 Játékvezetők: Schulze, Tönnies (GER) |

| 2018. március 4. 17:00 | Montpellier | 20–19       | Ademar León    | Park&Suites Arena, Montpellier Nézőszám: 3000 Játékvezetők: Vesović, Mitrović (MNE) |
| 2018. március 4. 17:00 | Kavtičnik 6 | (13–8)      | Diego, Filho 5 | Park&Suites Arena, Montpellier Nézőszám: 3000 Játékvezetők: Vesović, Mitrović (MNE) |
| 2018. március 4. 17:00 | 4× 3×       | Jegyzőkönyv | 3× 3×          | Park&Suites Arena, Montpellier Nézőszám: 3000 Játékvezetők: Vesović, Mitrović (MNE) |

| 2018. február 24. 17:00 | Motor Zaporizzsja | 32–30       | Skjern Håndbold | Kharkiv Sport Hall, Harkiv Nézőszám: 2700 Játékvezetők: Jurinović, Mrvica (CRO) |
| 2018. február 24. 17:00 | Kozakevics 8      | (19–14)     | Olsson 9        | Kharkiv Sport Hall, Harkiv Nézőszám: 2700 Játékvezetők: Jurinović, Mrvica (CRO) |
| 2018. február 24. 17:00 | 3×                | Jegyzőkönyv | 1× 3×           | Kharkiv Sport Hall, Harkiv Nézőszám: 2700 Játékvezetők: Jurinović, Mrvica (CRO) |

| 2018. március 4. 15:10 | Skjern Håndbold | 33–26       | Motor Zaporizzsja | Skjern Bank Arena, Skjern Nézőszám: 2781 Játékvezetők: Baranowski, Lemanowicz (POL) |
| 2018. március 4. 15:10 | Myrhol 7        | (20–15)     | Deniszov 7        | Skjern Bank Arena, Skjern Nézőszám: 2781 Játékvezetők: Baranowski, Lemanowicz (POL) |
| 2018. március 4. 15:10 | 2× 3×           | Jegyzőkönyv | 5× 3×             | Skjern Bank Arena, Skjern Nézőszám: 2781 Játékvezetők: Baranowski, Lemanowicz (POL) |